# Liste nicht bestätigter Einträge im Index Catalogue
Dies ist eine (unvollständige) tabellarische Auflistung von nicht verifizierten Einträgen im Index Catalogue von Johan Dreyer.

## Liste
| Nummer im IC | Sternbild  | Ursprüngliche Beobachtung    | Ursprüngliche Beobachtung | Position (J2000.0)     | Position (J2000.0)                             | Erläuterungen, Bemerkungen |
| Nummer im IC | Sternbild  | Name                         | Jahr / Datum              | α                      | δ                                              | Erläuterungen, Bemerkungen |
| ------------ | ---------- | ---------------------------- | ------------------------- | ---------------------- | ---------------------------------------------- | --- |
| 14           | Psc        | Guillaume Bigourdan          | 30. Oktober 1889          | 00h 22m 31s            | +10° 29′,4                                     | Die Beobachtung geht auf einen Doppelstern zurück. |
| 45           | And        | Guillaume Bigourdan          | 15. November 1889         | 00h 42m 37s            | +29° 39′,3                                     | Die Beobachtung geht vermutlich auf ein Paar von Sternen zurück. |
| 67           | Cet        | Guillaume Bigourdan          | 21. November 1889         | 01h 00m 19s            | −06° 54′,5                                     | Die Beobachtungen, auf welche die Einträge IC 67 und IC 68 zurückgehen, lassen sich nicht nachvollziehen. |
| 68           | Cet        | Guillaume Bigourdan          | 21. November 1889         | 01h 00m 23s            | −06° 56′,3                                     | Die Beobachtungen, auf welche die Einträge IC 67 und IC 68 zurückgehen, lassen sich nicht nachvollziehen. |
| 71           | Cet        | Guillaume Bigourdan          | 21. November 1889         | 01h 01m 18s            | −06° 47′,3                                     | Die Beobachtungen, auf welche die Einträge IC 71 und IC 72 zurückgehen, lassen sich nicht nachvollziehen. |
| 72           | Cet        | Guillaume Bigourdan          | 21. November 1889         | 01h 01m 33s            | −06° 46′,0                                     | Die Beobachtungen, auf welche die Einträge IC 71 und IC 72 zurückgehen, lassen sich nicht nachvollziehen. |
| 85           | Cet        | Guillaume Bigourdan          | 6. Dezember 1888          | 01h 11m 47s            | -00° 28′,3                                     | IC 85 ist ein am 6. Dezember 1888 von Guillaume Bigourdan entdecktes Objekt im Sternbild Walfisch, das ursprünglich als rd. 8 mag heller Stern beschrieben wurde. Diese Beobachtung wurde nie bestätigt, sodass man es heute als nichtexistentes Objekt bezeichnet. |
| 110          | Psc        | Guillaume Bigourdan          | 21. November 1889         | 01h 25m 56s            | +33° 29′,8                                     | Diese Beobachtung könnte auf einen Doppelstern zurückgehen oder es könnte sich um eine Einbildung handeln. |
| 111          | Psc        | Guillaume Bigourdan          | 5. November 1885          | 01h 25m 58s            | +33° 29′,8                                     | Die Beobachtung lässt sich nicht nachvollziehen. |
| 155          | Cas        | Max Wolf                     | 30. Dezember 1893         | 01h 47m 28s            | +59° 47′,2                                     | Bei diesem Objekt handelt es sich um einen Nebelfleck, der von Max Wolf auf einer Fotoplatte entdeckt wurde, die er an seiner Privatsternwarte in Heidelberg belichtet hatte. Dies publizierte Wolf in den AN 3214. An der entsprechenden Stelle am Himmel ist jedoch nichts zu finden. Vermutlich ist der Fleck auf der Fotoplatte auf einen Defekt derselben oder aber auf eine Reflexion im Inneren des Teleskops zurückzuführen. |
| 274          | Per        | Lewis A. Swift               | 31. Dezember 1888         | 03h 00m 05s            | +44° 12′,9                                     | Die Beobachtung, die zu diesem Eintrag geführt hat, lässt sich nicht eindeutig einem Objekt zuordnen. |
| 286          | Eri        | Guillaume Bigourdan          | 14. Dezember 1890         | 03h 04m 48s            | −06° 29′,1                                     | Die Beobachtung ließ sich bisher keinem Objekt zuordnen. Laut seiner Beschreibung stieß Bigourdan bei der Suche nach NGC 1202 auf dieses Objekt. Der von ihm dabei als Positionsreferenz angegebene Stern lässt sich jedoch nicht identifizieren. |
| 297          | Per        | Lewis A. Swift               | 15. September 1888        | 03h 13m 18s            | +42° 09′,0                                     | Die Beobachtung geht auf einen Sternenpaar zurück. |
| 319          | Per        | Lewis A. Swift               | 27. Dezember 1886         | 03h 23m 29s            | +41° 24′,5                                     | Die Beobachtung geht auf einen Stern zurück. |
| 333          | Eri        | Guillaume Bigourdan          | 21. November 1889         | 03h 34m 00s            | −05° 06′,4                                     | Die Existenz dieses Nebels wurde von Bigourdan bei einer einzigen Beobachtung nur vermutet. Bei den angegebenen Koordinaten ist kein in Frage kommendes Objekt feststellbar. |
| 394          | Eri        | Guillaume Bigourdan          | 5. Dezember 1888          | 04h 48m 52s            | −06° 17′,1                                     | Diese Beobachtung eines Nebels wurde von Bigourdan als Vermutung und als unsicher bezeichnet und konnte nicht bestätigt werden. |
| 400          | Lep        | Ormond Stone                 | 21. Januar 1889           | 05h 03m 46s            | −15° 49′,2                                     | Die Beobachtung kann nicht eindeutig nachvollzogen werden. Wahrscheinlich geht sie auf die Galaxie PGC 905996 zurück, möglicherweise aber auch auf 6dF J0503456−154909. |
| 425          | Aur        | Max Wolf                     | 25. September 1892        | 05h 37m 08s            | +32° 25′,6                                     | An der angegebenen Position befindet sich kein Objekt. Vermutlich lag ein Fehler der photographischen Platte vor. |
| 453          | Cma        | Guillaume Bigourdan          | 9. März 1890              | 06h 49m 11s            | -16° 54′,4                                     | Die Beobachtung geht auf einen Stern zurück. |
| 462          | Lyn        | Hermann Kobold               | 2. Dezember 1893          | 07h 10m 56s            | +50° 10′,9                                     | Die Beobachtung geht auf einen Doppelstern zurück. |
| 470          | Lyn        | Lewis Swift                  | 2. Oktober 1891           | 07h 23m 32s            | +46° 04′,8                                     | Die Beobachtung geht auf einen Doppelstern zurück. |
| 473          | Cmi        | Rudolf Spitaler              | 3. April 1891             | 07h 42m 25s            | -13° 13′,1                                     | Die Beobachtung geht auf einen Doppelstern zurück. |
| 483          | Gem        | Rudolf Spitaler              | 8. Februar 1891           | 07h 59m 52s            | +25° 59′,8                                     | Die Beobachtung geht auf einen Doppelstern zurück. |
| 488          | Cnc        | Rudolf Spitaler              | 8. Februar 1891           | 08h 00m 50s            | +25° 54′,1                                     | Die Beobachtung geht auf einen Doppelstern zurück. |
| 489          | Cnc        | Rudolf Spitaler              | 8. Februar 1891           | 08h 01m 38s            | +25° 59′,8                                     | Die Beobachtung geht auf einen Stern zurück. |
| 675          | Leo        | Stéphane Javelle             | 19. Mai 1893              | 11h 10m 42s            | +03° 40′,7                                     | Der Eintrag könnte auf die Beobachtung eines Doppelsterns zurückgehen, dies ist jedoch nicht sicher. |
| 713          | Leo        | Guillaume Bigourdan          | 10. März 1886             | 11h 34m 46s            | +16° 50′,6                                     | Die Beobachtung kann nicht eindeutig nachvollzogen werden. Möglicherweise könnte sie auf einen Stern 17. Größe zurückgehen. |
| 917          | Uma        | Edward Emerson Barnard       | Juni 1892                 | 13h 42m 31s            | +55° 38′,2                                     | Der Eintrag könnte auf die Beobachtung eines Sterns zurückgehen, dies ist jedoch nicht sicher. |
| 918          | Uma        | Edward Emerson Barnard       | Juni 1892                 | 13h 42m 39s            | +55° 36′,2                                     | Der Eintrag könnte auf die Beobachtung eines Doppelsterns zurückgehen, dies ist jedoch nicht sicher. |
| 935          | Uma        | Edward Emerson Barnard       | Juni 1892                 | 13h 44m 05s            | +55° 36′,9                                     | Der Eintrag könnte auf die Beobachtung eines Sterns zurückgehen, dies ist jedoch nicht sicher. |
| 953          | Cen        | Ormond Stone / N. M. Parrish | 24. April 1889            | 13h 54m 57s            | −30° 17′,0                                     | Diese Einträge gehen auf Beobachtungen am Leander McCormick Observatory zurück. Sie können heute nicht mehr nachvollzogen werden. |
| 955          | Cen        | Ormond Stone / N. M. Parrish | 3. März 1889              | 13h 55m 44s            | −30° 15′,7                                     | Diese Einträge gehen auf Beobachtungen am Leander McCormick Observatory zurück. Sie können heute nicht mehr nachvollzogen werden. |
| 957          | Cen        | Ormond Stone / N. M. Parrish | 3. März 1889              | 13h 56m 08s            | −30° 14′,3                                     | Diese Einträge gehen auf Beobachtungen am Leander McCormick Observatory zurück. Sie können heute nicht mehr nachvollzogen werden. |
| 1098         | Dra        | Guillaume Bigourdan          | 1. Juni 1889              | 15h 06m 25s            | +55° 36′,1                                     | Die Eintrag geht auf einen Stern zurück. |
| 1104         | Lib        | Guillaume Bigourdan          | 1. Juni 1889              | 15h 12m 50s            | -05° 03′,3                                     | Die Eintrag geht auf einen Stern zurück. |
| 1114         | Umi        | Guillaume Bigourdan          | 28. März 1889             | 15h 11m 16s            | +75° 28′,5                                     | Die Eintrag geht auf einen Stern zurück. |
| 1115         | Lib        | Lewis Swift                  | 28. Mai 1889              | 15h 22m 19s            | -04° 28′,4                                     | Die Eintrag geht auf einen Doppelstern zurück. |
| 1123         | Boo        | Guillaume Bigourdan          | 28. Juni 1889             | 15h 28m 54s            | +42° 53′,9                                     | Die Eintrag geht auf einen Stern zurück. |
| 1126         | Ser        | Guillaume Bigourdan          | 12. April 1886            | 15h 35m 01s            | +04° 59′,4                                     | Die Eintrag geht auf einen Stern zurück. |
| 1140         | Ser        | Guillaume Bigourdan          | 23. Juni 1889             | 15h 49m 25s            | +19° 06′,8                                     | Die Eintrag geht auf drei benachbarte Sterne zurück. |
| 1164         | Umi        | Guillaume Bigourdan          | 1. Mai 1886               | 15h 55m 03s            | +70° 35′,2                                     | Die Eintrag geht auf einen Stern zurück. |
| 1203         | Sco        | John Thome                   | 1898                      | 16h 15m 16s            | -22° 22′,2                                     | Die Beobachtung geht vermutlich auf 6 bis 8 nahe beieinander liegende Sterne zurück. |
| 1217         | Dra        | Lewis A. Swift               | 2. August 1888            | 16h 16m 04s            | +69° 40′,6                                     | Die Beobachtung konnte nicht bestätigt werden. |
| 1232         | Her        | Lewis A. Swift               | 11. Juli 1890             | 16h 49m 05s            | +46° 05′,2                                     | Die Beobachtung konnte nicht bestätigt werden. |
| 1233         | Dra        | Lewis A. Swift               | 24. Juli 1889             | 16h 48m 26s            | +63° 08′,9                                     | Die Beobachtung konnte nicht bestätigt werden. |
| 1234         | Dra        | Guillaume Bigourdan          | 5. September 1888         | 16h 52m 51s            | +56° 52′,7                                     | Die Eintrag geht auf einen Stern zurück. |
| 1238         | Her        | Albert Marth                 | 10. Juni 1864             | 17h 00m 30s            | +23° 04′,6                                     | Die Eintrag geht auf einen Doppelstern zurück. |
| 1240         | Dra        | Albert Marth                 | 10. Juni 1864             | 17h 00m 59s            | +61° 03′,0                                     | Die Beobachtung konnte nicht bestätigt werden. |
| 1246         | Her        | Guillaume Bigourdan          | 23. Juni 1887             | 17h 14m 12s            | +20° 14′,2                                     | Die Eintrag geht auf einen Stern zurück. |
| 1247         | Oph        | Guillaume Bigourdan          | 21. Juni 1887             | 17h 14m 12s            | +20° 14′,2                                     | Die Eintrag geht auf einen Stern zurück. |
| 1273         | Her        | Guillaume Bigourdan          | 18. Juli 1889             | 18h 05m 03s            | +25° 07′,9                                     | Die Eintrag geht auf einen Doppelstern zurück. |
| 1292         | Sgr        | Edward Emerson Barnard       | 1894                      | 18h 44m 40s            | -27° 48′,9                                     | Die Beobachtung konnte nicht bestätigt werden. |
| 1316         | Aql        | Guillaume Bigourdan          | 9. Juli 1885              | 20h 22m 26s            | +06° 30′,1                                     | Die Beobachtung konnte nicht bestätigt werden. |
| 1323         | Cap        | Stéphane Javelle             | 16. Juli 1891             | 20h 30m 29s            | -15° 15′,9                                     | Die Eintrag geht auf einen Stern zurück. |
| 1376         | Aqr        | Truman Henry Safford         | 21. September 1867        | 21h 24m 41s            | -05° 44′,5                                     | Die Beobachtung konnte nicht bestätigt werden. |
| 1415         | Aqr        | Guillaume Bigourdan          | 27. Oktober 1888          | 21h 58m 43s            | +01° 21′,0                                     | Die Beobachtung konnte nicht bestätigt werden. |
| 1416         | Aqr        | Guillaume Bigourdan          | 27. Oktober 1888          | 21h 58m 48s            | +01° 27′,1                                     | Die Beobachtung konnte nicht bestätigt werden. |
| 1426         | Aqr        | Stéphane Javelle             | 14. September 1892        | 22h 03m 53s            | -09° 54′,6                                     | Die Beobachtung konnte nicht bestätigt werden. |
| 1475         | Scl        | Edward Emerson Barnard       | 1890?                     | 23h 14m 02s            | -28° 25′,3                                     | Die Beobachtung konnte nicht bestätigt werden. |
| 1497         | Peg        | Guillaume Bigourdan          | 24. Oktober 1884          | 23h 28m 50s            | +11° 59′,2                                     | Die Beobachtung konnte nicht bestätigt werden. |
| 1533         | Cet        | Lewis Swift                  | 24. Mai 1898              | 00h 10m 36s            | -07° 24′,9                                     | Die Beobachtung konnte nicht bestätigt werden. |
| 1538         | And        | Guillaume Bigourdan          | 3. November 1899          | 00h 18m 01s            | +30° 01′,7                                     | Die Beobachtung konnte nicht bestätigt werden. |
| 1547         | And        | Guillaume Bigourdan          | 14. November 1884         | 00h 21m 36s            | +22° 01′,4                                     | Die Beobachtung konnte nicht bestätigt werden. |
| 1556         | Cet        | Lewis Swift                  | 10. September 1895        | 00h 35m 04s            | -09° 33′,9                                     | Ein Plattenfehler könnte zu einer vermeintlichen Entdeckung geführt haben. |
| 1560         | Cet        | Guillaume Bigourdan          | 28. November 1896         | 00h 37m 39s            | +02° 40′,3                                     | Die Beobachtung konnte nicht bestätigt werden. |
| 1572         | Psc        | Guillaume Bigourdan          | 3. Dezember 1888          | 00h 41m 12s            | +16° 14′,2                                     | Die Beobachtung konnte nicht bestätigt werden. |
| 1604         | Cet        | Lewis A. Swift               | 19. November 1898         | 00h 57m 59s            | -16° 13′,8                                     | Die Beobachtung konnte nicht bestätigt werden. |
| 1606         | Cet        | Lewis A. Swift               | 14. September 1895        | 00h 58m 22s            | -12° 10′,7                                     | Die Beobachtung konnte nicht bestätigt werden. |
| 1651         | Cet        | Guillaume Bigourdan          | 25. November 1897         | 01h 13m 27s            | +02° 04′,1                                     | Die Eintrag geht auf drei benachbarte Sterne zurück. |
| 1664         | Tuc        | DeLisle Stewart              | 27. Juli 1900             | 01h 14m 18s            | -69° 48′,7                                     | Die Eintrag geht auf einen Doppelstern zurück. |
| 1665         | And        | Stéphane Javelle             | 12. November 1903         | 01h 14m 45s            | +34° 42′,1                                     | Die Eintrag geht auf drei benachbarte Sterne zurück. |
| 1674         | Phe        | DeLisle Stewart              | 1899                      | 01h19m 00s             | -50° 38′,2                                     | Die Beobachtung konnte nicht bestätigt werden. Eventuell könnte es sich um die Galaxie PGC 4746 handeln. |
| 1699         | Psc        | Stéphane Javelle             | 26. Dezember 1897         | 01h 25m 06s            | +14° 54′,7                                     | Die Beobachtung konnte nicht bestätigt werden. |
| 1707         | And        | Guillaume Bigourdan          | 8. Januar 1899            | 01h 28m 00s            | +37° 07′,0                                     | Die Beobachtung konnte nicht bestätigt werden. |
| 1717         | Hyi        | DeLisle Stewart              | 1899                      | 01h 32m 30s            | -67° 32′,2                                     | Die Beobachtung konnte nicht bestätigt werden. |
| 1737         | And        | Guillaume Bigourdan          | 6. November 1891          | 01h 51m 43s            | +36° 15′,1                                     | Der Eintrag könnte auf die Beobachtung eines Doppelsterns zurückgehen, dies ist jedoch nicht sicher. |
| 1740         | For        | Lewis Swift                  | 6. September 1897         | 01h 48m 51s            | -30° 05′,2                                     | Der Eintrag könnte auf die Beobachtung eines Doppelsterns zurückgehen, dies ist jedoch nicht sicher. |
| 1905         | Per        | Guillaume Bigourdan          | 14. November 1884         | 03h 18m 48s            | +41° 21′,9                                     | Die Beobachtung geht auf drei nahe beieinander liegende Sterne zurück. |
| 1910         | Eri        | DeLisle Stewart              | 1899                      | 03h 17m 56s            | -21° 26′,1                                     | Die Beobachtung konnte nicht bestätigt werden. |
| 1911         | Per        | Guillaume Bigourdan          | 25. März 1887             | 03h 20m 46s            | +35° 17′,7                                     | Das von Bigourdan beobachtete Objekt existiert entweder nicht oder es handelt sich um einen Stern mit einem schwachen Begleiter. |
| 1921         | Hor        | DeLisle Stewart              | 14. Oktober 1898          | 03h 24m 42s            | -50° 41′,9                                     | Die Beobachtung konnte nicht bestätigt werden. |
| 1927         | Hor        | DeLisle Stewart              | 14. Oktober 1898          | 03h 25m 13s            | -51° 43′,9                                     | Die Beobachtung konnte nicht bestätigt werden. |
| 1939         | Hor        | DeLisle Stewart              | 14. Oktober 1898          | 03h 27m 44s            | -51° 04′,3                                     | Die Beobachtung konnte nicht bestätigt werden. |
| 1941         | Tau        | DeLisle Stewart              | 1899                      | 03h 32m 15s            | +24° 23′,0                                     | Die Beobachtung geht auf drei nahe beieinander liegende Sterne zurück. |
| 1988         | Eri        | Lewis A. Swift               | 14. Oktober 1897          | 03h 42m 45s            | -39° 53′,2                                     | Die Beobachtung konnte nicht bestätigt werden. |
| 1992         | Hor        | DeLisle Stewart              | 14. Oktober 1898          | 03h 45m 08s            | -51° 00′,3                                     | Die Beobachtung konnte nicht bestätigt werden. |
| 2013         | Eri        | DeLisle Stewart              | 1900                      | 03h 56m 44s            | -17° 06′,5                                     | Die Beobachtung konnte nicht bestätigt werden. |
| 2053         | Dor        | DeLisle Stewart              | Dezember 1899             | 04h 15m 48s            | -49° 22′,1                                     | Die Beobachtung konnte nicht bestätigt werden. |
| 2055         | Dor        | DeLisle Stewart              | Dezember 1899             | 04h 17m 48s            | -48° 55′,5                                     | Die Beobachtung konnte nicht bestätigt werden. |
| 2061         | Tau        | DeLisle Stewart              | 1899                      | 04h 24m 00s            | +21° 05′,0                                     | Die Beobachtung konnte nicht bestätigt werden. |
| 2062         | Cam        | Guillaume Bigourdan          | 23. Dezember 1891         | 04h 32m 02s            | +71° 55′,2                                     | Die Beobachtung geht auf einen Stern zurück. |
| 2069         | Cae        | DeLisle Stewart              | Dezember 1899             | 04h 25m 56s            | -48° 12′,5                                     | Die Beobachtungen konnten nicht bestätigt werden. |
| 2072         | Cae        | DeLisle Stewart              | Dezember 1899             | 04h 26m55s             | -48° 22′,7                                     | Die Beobachtungen konnten nicht bestätigt werden. |
| 2076         | Cae        | DeLisle Stewart              | Dezember 1899             | 04h 28m08s             | -48° 13′,7                                     | Die Beobachtungen konnten nicht bestätigt werden. |
| 2084         | Cae        | DeLisle Stewart              | Dezember 1899             | 04h 32m06s             | -48° 17′,3                                     | Die Beobachtungen konnten nicht bestätigt werden. |
| 2090         | Cae        | Lewis Swift                  | 5. Oktober 1896           | 04h 44m44s             | -33° 59′,6                                     | Die Beobachtungen konnten nicht bestätigt werden. |
| 2074         | Tau        | Guillaume Bigourdan          | 9. Januar 1899            | 04h 31m 23s            | +07° 42′,1                                     | Die Beobachtung geht auf drei nahe beieinander liegende Sterne zurück. |
| 2092         | Eri        | Isaac Roberts                | 17. Februar 1903          | 04h 46m 48s            | -04° 56′,6                                     | Die Beobachtung geht auf drei nahe beieinander liegende Sterne zurück. |
| 2093         | Ori        | Guillaume Bigourdan          | 20. Dezember 1897         | 04h 47m 32s            | -02° 42′,5                                     | Die Einträge gehen alle auf Sterne zurück. |
| 2109         | Ori        | Guillaume Bigourdan          | 16. Januar 1885           | 04h 58m59s             | -00° 18′,3                                     | Die Einträge gehen alle auf Sterne zurück. |
| 2110         | Ori        | Guillaume Bigourdan          | 16. Januar 1885           | 04h 59m02s             | -00° 18′,2                                     | Die Einträge gehen alle auf Sterne zurück. |
| 2120         | Aur        | Guillaume Bigourdan          | 8. Dezember 1890          | 05h 19m 10s            | +38° 11′,1                                     | Das Objekt war vermutlich eine Messung vom Kometen 113P/Spitaler, den der französische Astronom fälschlicherweise für einen Nebel gehalten hatte und später in den Index-Katalog aufgenommen wurde. |
| 2129         | Lep        | Lewis Swift                  | 1. Dezember 1896          | 05h 31m 16s            | -23° 03′,8                                     | Die Beobachtung konnte nicht bestätigt werden. |
| 2139         | Lep        | Guillaume Bigourdan          | 26. Dezember 1891         | 05h 35m 16s            | -17° 56′,0                                     | Die Beobachtung geht auf drei nahe beieinander liegende Sterne zurück. |
| 2147         | Col        | Lewis Swift                  | 3. November 1897          | 05h 47m 48s            | -30° 29′,9                                     | Die Beobachtung konnte nicht bestätigt werden (PGC 17662?). |
| 2155         | Col        | DeLisle Stewart              | April 1900                | 06h 00m 49s            | -34° 00′,8                                     | Die Beobachtung konnte nicht bestätigt werden. |
| 2168         | Aur        | Guillaume Bigourdan          | 1. Januar 1892            | 06h 33m 48s            | +44° 41′,1                                     | Die Beobachtung geht auf zwei nahe beieinander liegende Sterne zurück. |
| 2170         | Aur        | Guillaume Bigourdan          | 1. Januar 1892            | 6h 34m 05s             | +44° 41′,3                                     | Die Beobachtung geht auf drei nahe beieinander liegende Sterne zurück. |
| 2171         | Cma        | Edward Emerson Barnard       | 1890er                    | 06h 45m 13s            | -17° 40′,4                                     | Die Beobachtung konnte nicht bestätigt werden (PGC 19526?). |
| 2173         | Gem        | Guillaume Bigourdan          | 21. Dezember 1884         | 06h 50m 47s            | +33° 27′,5                                     | Die Beobachtung geht auf einen Stern zurück. |
| 2175         | Gem        | Guillaume Bigourdan          | 11. Februar 1896          | 07h 08m 40s            | +35° 17′,3                                     | Die Beobachtung geht auf einen Stern zurück. |
| 2183         | Cma        | DeLisle Stewart              | April 1900                | 07h 16m 56s            | -20° 24′,6                                     | Die Beobachtung konnte nicht bestätigt werden. Vermutet wird ein Defekt auf der Fotoplatte. |
| 2189         | Cmi        | Williamina Fleming           | 1894                      | 07h 24m 58s            | +08° 55′,2                                     | Die Beobachtung konnte nicht bestätigt werden. |
| 2195         | Car        | DeLisle Stewart              | 1900                      | 07h 28m 28s            | -51° 15′,4                                     | Die Beobachtung konnte nicht bestätigt werden. Vermutet wird ein Defekt auf der Fotoplatte. |
| 2215         | Gem        | Guillaume Bigourdan          | 13. März 1899             | 07h 59m 33s            | +24° 55′,7                                     | Die Beobachtung konnte nicht bestätigt werden. |
| 2216         | Cmi        | Guillaume Bigourdan          | 11. März 1899             | 07h 59m 27s            | +05° 36′,9                                     | Die Beobachtung geht auf zwei nahe beieinander liegende Sterne zurück. |
| 2223         | Lyn        | Stéphane Javelle             | 10. Februar 1896          | 08h 05m 46s            | +37° 27′,8                                     | Die Beobachtung konnte nicht bestätigt werden (IC 2224?). |
| 2228         | Cnc        | Guillaume Bigourdan          | 11. März 1899             | 08h 07m 06s            | +08° 01′,5                                     | Der Eintrag geht auf einen Stern zurück. |
| 2236         | Cnc        | Max Wolf                     | 9. Januar 1901            | 08h 13m 38s            | +24° 02′,9                                     | Der Eintrag geht auf drei Sterne zurück. |
| 2270         | Cnc        | Max Wolf                     | 13. Februar 1901          | 08h 18m 00s            | +19° 05′,9                                     | Der Eintrag geht auf zwei Sterne zurück. |
| 2272         | Cnc        | Max Wolf                     | 13. Februar 1901          | 08h 18m 07s            | +18° 44′,1                                     | Der Eintrag geht auf zwei Sterne zurück. |
| 2273         | Cnc        | Max Wolf                     | 13. Februar 1901          | 08h 18m 13s            | +18° 24′,1                                     | Der Eintrag geht auf einen Stern zurück. |
| 2274         | Cnc        | Max Wolf                     | 13. Februar 1901          | 08h 18m 14s            | +18° 40′,0                                     | Der Eintrag geht vermutlich auf drei Sterne zurück. |
| 2275         | Cnc        | Max Wolf                     | 13. Februar 1901          | 08h 18m 14s            | +18° 28′,6                                     | Der Eintrag geht auf einen Stern zurück. |
| 2276         | Cnc        | Max Wolf                     | 13. Februar 1901          | 08h 18m 29s            | +18° 28′,6                                     | Die Beobachtung konnte nicht bestätigt werden. |
| 2277         | Cnc        | Max Wolf                     | 13. Februar 1901          | 08h 18m 32s            | +18° 39′,0                                     | Der Eintrag geht auf einen Stern zurück. |
| 2278         | Cnc        | Max Wolf                     | 13. Februar 1901          | 08h 18m 34s            | +18° 27′,6                                     | Die Beobachtung konnte nicht bestätigt werden. |
| 2316         | Cnc        | Max Wolf                     | 13. Februar 1901          | 08h 21m 15s            | +19° 45′,6                                     | Der Eintrag geht auf einen oder vermutlich eher zwei Sterne zurück. |
| 2319         | Cnc        | Max Wolf                     | 13. Februar 1901          | 08h 21m 33s            | +18° 28′,6                                     | Die Einträge gehen alle auf Sterne zurück. |
| 2320         | Cnc        | Max Wolf                     | 13. Februar 1901          | 08h 21m 35s            | +18° 40′,2                                     | Die Einträge gehen alle auf Sterne zurück. |
| 2321         | Cnc        | Max Wolf                     | 13. Februar 1901          | 08h 21m 39s            | +18° 28′,1                                     | Die Einträge gehen alle auf Sterne zurück. |
| 2322         | Cnc        | Max Wolf                     | 13. Februar 1901          | 08h 21m 39s            | +18° 29′,0                                     | Die Einträge gehen alle auf Sterne zurück. |
| 2323         | Cnc        | Max Wolf                     | 13. Februar 1901          | 08h 21m 41s            | +18° 36′,8                                     | Die Einträge gehen alle auf Sterne zurück. |
| 2324         | Cnc        | Max Wolf                     | 13. Februar 1901          | 08h 21m 59s            | +19° 11′,6                                     | Die Einträge gehen alle auf Sterne zurück. |
| 2325         | Cnc        | Max Wolf                     | 13. Februar 1901          | 08h 22m 09s            | +18° 54′,7                                     | Vermutlich handelt es sich um einen Defekt auf der Fotoplatte. |
| 2326         | Cnc        | Max Wolf                     | 13. Februar 1901          | 08h 22m 12s            | +19° 00′,7                                     | Der vermeintliche Nebel geht vermutlich auf die Kombination eines Sterns und eines Defekt auf der von Wolf verwendeten Fotoplatte zurück. |
| 2328         | Cnc        | Max Wolf                     | 13. Februar 1901          | 08h 22m 17s            | +19° 37′,0                                     | Das vermeintliche Objekt geht vermutlich auf eines Defekt auf der von Wolf verwendeten Fotoplatte zurück. |
| 2330         | Cnc        | Max Wolf                     | 13. Februar 1901          | 08h 22m 23s            | +18° 51′,2                                     | Der Eintrag geht auf einen Fehler der Fotoplatte oder möglicherweise auch die Spur eines Asteroiden in Kombination mit einem Stern zurück. |
| 2331         | Cnc        | Max Wolf                     | 13. Februar 1901          | 08h 22m 35s            | +19° 40′,8                                     | Der Eintrag geht auf einen engen Doppelstern zurück. |
| 2332         | Cnc        | Max Wolf                     | 13. Februar 1901          | 08h 22m 40s            | +19° 55′,4                                     | Die Einträge gehen jeweils auf einen Stern zurück. |
| 2333         | Cnc        | Max Wolf                     | 13. Februar 1901          | 08h 23m 01s            | +19° 04′,9                                     | Die Einträge gehen jeweils auf einen Stern zurück. |
| 2334         | Cnc        | Max Wolf                     | 13. Februar 1901          | 08h 23m 00s            | +18° 36′,9                                     | Die Einträge gehen jeweils auf einen Stern zurück. |
| 2336         | Cnc        | Max Wolf                     | 13. Februar 1901          | 08h 23m 19s            | +18° 32′,2                                     | Die Einträge gehen jeweils auf einen Stern zurück. |
| 2351         | Cnc        | Max Wolf                     | 13. Februar 1901          | 08h 24m 30s            | +18° 35′,3                                     | Die Einträge gehen auf Sterne zurück. |
| 2352         | Cnc        | Max Wolf                     | 13. Februar 1901          | 08h 24m 40s            | +18° 36′,1                                     | Die Einträge gehen auf Sterne zurück. |
| 2353         | Cnc        | Max Wolf                     | 13. Februar 1901          | 08h 24m 18s            | +18° 39′,4                                     | Die Einträge gehen auf Sterne zurück. |
| 2354         | Cnc        | Max Wolf                     | 13. Februar 1901          | 08h 24m 41s            | +18° 40′,0                                     | Die Einträge gehen auf Sternpaare zurück. |
| 2355         | Cnc        | Max Wolf                     | 13. Februar 1901          | 08h 24m 52s            | +20° 27′,7                                     | Die Einträge gehen auf Sternpaare zurück. |
| 2356         | Cnc        | Max Wolf                     | 13. Februar 1901          | 08h 25m 01s            | +19° 29′,8                                     | Die Einträge gehen auf Sterne zurück. |
| 2357         | Cnc        | Max Wolf                     | 13. Februar 1901          | 08h 25m 05s            | +19° 30′,5                                     | Die Einträge gehen auf Sterne zurück. |
| 2358         | Cnc        | Max Wolf                     | 13. Februar 1901          | 08h 25m 05s            | +19° 29′,7                                     | Die Einträge gehen auf Sterne zurück. |
| 2360         | Cnc        | Max Wolf                     | 13. Februar 1901          | 08h 25m 15s            | +19° 31′,0                                     | Die Einträge gehen auf Sterne zurück. |
| 2362         | Cnc        | Max Wolf                     | 13. Februar 1901          | 08h 25m 42s            | +19° 56′,5                                     | Die Einträge gehen auf Sternpaare zurück. |
| 2364         | Cnc        | Max Wolf                     | 13. Februar 1901          | 08h 25m 52s            | +19° 56′,5                                     | Die Einträge gehen auf Sternpaare zurück. |
| 2350         | Cnc        | Max Wolf                     | 13. Februar 1901          | 08h 24m 28s            | +19° 33′,1                                     | Das vermeintliche Objekt ist vermutlich auf einen Defekt auf der von Wolf verwendeten Fotoplatte zurückzuführen. |
| 2368         | Cnc        | Max Wolf                     | 13. Februar 1901          | 08h 26m 01s            | +19° 53′,0                                     | Die Einträge gehen auf Sterne zurück. |
| 2369         | Cnc        | Max Wolf                     | 13. Februar 1901          | 08h 26m 16s            | +20° 14′,0                                     | Die Einträge gehen auf Sterne zurück. |
| 2370         | Cnc        | Max Wolf                     | 13. Februar 1901          | 08h 26m 23s            | +19° 38′,3                                     | Die Einträge gehen auf Sterne zurück. |
| 2371         | Cnc        | Max Wolf                     | 13. Februar 1901          | 08h 26m 37s            | +19° 47′,9                                     | Die Einträge gehen auf Sterne zurück. |
| 2372         | Cnc        | Max Wolf                     | 13. Februar 1901          | 08h 26m 41s            | +19° 53′,0                                     | Die Einträge gehen auf Sterne zurück. |
| 2399         | Cnc        | Max Wolf                     | 13. Februar 1901          | 08h 46m 50s            | +18° 54′,9                                     | Das vermeintliche Objekt kann nicht nachvollzogen werden. |
| 2412         | Cnc        | Max Wolf                     | 13. Januar 1901           | 08h 49m 24s            | +18° 32′,6                                     | Die Einträge gehen auf Sterne, bzw. im Fall von IC 2413 auf einen Doppelstern, zurück. |
| 2413         | Cnc        | Max Wolf                     | 13. Januar 1901           | 08h 49m 32s            | +18° 44′,7                                     | Die Einträge gehen auf Sterne, bzw. im Fall von IC 2413 auf einen Doppelstern, zurück. |
| 2415         | Cnc        | Max Wolf                     | 13. Januar 1901           | 08h 50m 02s            | +18° 39′,1                                     | Die Einträge gehen auf Sterne, bzw. im Fall von IC 2413 auf einen Doppelstern, zurück. |
| 2416         | Cnc        | Max Wolf                     | 13. Januar 1901           | 08h 50m 32s            | +18° 33′,6                                     | Die Einträge gehen auf Sterne, bzw. im Fall von IC 2413 auf einen Doppelstern, zurück. |
| 2417         | Cnc        | Max Wolf                     | 13. Januar 1901           | 08h 51m 08s            | +18° 37′,5                                     | Die Einträge gehen auf Sterne, bzw. im Fall von IC 2413 auf einen Doppelstern, zurück. |
| 2419         | Cnc        | Guillaume Bigourdan          | 13. Januar 1901           | 08h 52m 09s            | +18° 06′,1                                     | Der Eintrag geht auf einen Doppelstern zurück. |
| 2436         | Hya        | DeLisle Stewart              | Mai 1900                  | 09h 05m 24s            | -19° 09′,9                                     | Der Eintrag gehen auf einen Doppelstern zurück. |
| 2440         | Cam        | Guillaume Bigourdan          | 3. Februar 1894           | 09h 15m 50s            | +73° 27′,5                                     | Der Eintrag geht auf einen Stern zurück. |
| 2447         | Cnc        | Stéphane Javelle             | 8. Januar 1900            | 09h 13m 30s            | +28° 44′,5                                     | Der Eintrag kann nicht nachvollzogen werden (IC 2446?). |
| 2484         | Vel        | DeLisle Stewart              | 22. Februar 1898          | 09h 26m 50s            | -42° 50′,6                                     | Die Beobachtung konnte nicht bestätigt werden. |
| 2485         | Ant        | DeLisle Stewart              | 1900                      | 09h 27m 12s            | -39° 17′,1                                     | Die Beobachtung konnte nicht bestätigt werden. |
| 2489         | Hya        | Edward Barnard               | 1890er                    | 09h 30m 37s            | -05° 53′,2                                     | Die Beobachtung konnte nicht bestätigt werden. |
| 2504         | Car        | DeLisle Stewart              | 23. März 1901             | 09h 38m 34s            | -69° 05′,1                                     | Die Beobachtung konnte nicht bestätigt werden. |
| 2509         | Sex        | Guillaume Bigourdan          | 26. März 1894             | 09h 46m 56s            | +05° 42′,1                                     | Der Eintrag geht auf einen Stern zurück. |
| 2545         | Ant        | DeLisle Stewart              | 23. März 1901             | 10h 06m 35s            | -33° 51′,5                                     | Die Einträge gehen auf einen Doppelstern zurück. |
| 2595         | Sex        | Lewis Swift                  | 22. Februar 1898          | 10h 37m 33s            | -11° 07′,0                                     | Die Beobachtung konnte nicht bestätigt werden. |
| 2610         | Lmi        | Guillaume Bigourdan          | 27. Mai 1887              | 10h 52m 08s            | +33° 05′,0                                     | Die Beobachtung konnte nicht bestätigt werden. |
| 2630         | Leo        | Max Wolf                     | 27. März 1906             | 11h 12m 43s            | +12° 19′,1                                     | Die Einträge gehen auf einen Stern zurück. |
| 2635         | Leo        | Max Wolf                     | 27. März 1906             | 11h 13m 30s            | +11° 27′,8                                     | Die Einträge gehen auf einen Doppelstern zurück. |
| 2641         | Leo        | Max Wolf                     | 27. März 1906             | 11h 14m 10s            | +09° 24′,0                                     | Die Einträge gehen auf einen Stern zurück. |
| 2642         | Leo        | Max Wolf                     | 27. März 1906             | 11h 14m 16s            | +12° 15′,9                                     | Die Einträge gehen auf einen Stern zurück. |
| 2643         | Leo        | Max Wolf                     | 27. März 1906             | 11h 14m 26s            | +10° 07′,6                                     | Die Einträge gehen auf einen Stern zurück. |
| 2662         | Leo        | Max Wolf                     | 27. März 1906             | 11h 15m 31s            | +12° 46′,3                                     | Der Eintrag ist nicht nachvollziehbar. |
| 2658         | Leo        | Max Wolf                     | 27. März 1906             | 11h 15m 09s            | +12° 59′,8                                     | Der Eintrag geht auf einen Stern zurück. |
| 2659         | Leo        | Max Wolf                     | 27. März 1906             | 11h 15m 28s            | +12° 53′,3                                     | Der Eintrag geht auf einen Stern zurück. |
| 2663         | Leo        | Max Wolf                     | 27. März 1906             | 11h 15m 32s            | +12° 36′,2                                     | Der Eintrag geht auf einen Stern zurück. |
| 2664         | Leo        | Max Wolf                     | 27. März 1906             | 11h 15m 38s            | +12° 33′,8                                     | Der Eintrag geht auf einen Doppelstern zurück. |
| 2669         | Leo        | Max Wolf                     | 27. März 1906             | 11h 15m 53s            | +13° 25′,8                                     | Der Eintrag geht auf einen Doppelstern zurück. |
| 2671         | Leo        | Max Wolf                     | 27. März 1906             | 11h 16m 03s            | +13° 07′,4                                     | Der Eintrag geht auf einen Stern zurück. |
| 2672         | Leo        | Max Wolf                     | 27. März 1906             | 11h 16m 04s            | +10° 09′,4                                     | Der Eintrag geht auf einen Stern zurück. |
| 2675         | Leo        | Max Wolf                     | 27. März 1906             | 11h 16m 11s            | +12° 15′,0                                     | Der Eintrag geht auf einen Stern zurück. |
| 2682         | Leo        | Max Wolf                     | 27. März 1906             | 11h 16m 36s            | +09° 24′,6                                     | Der Eintrag geht auf einen Doppelstern zurück. |
| 2681         | Leo        | Max Wolf                     | 27. März 1906             | 11h 16m 33s            | +11° 12′,4                                     | Der Eintrag ist nicht nachvollziehbar. |
| 2685         | Leo        | Max Wolf                     | 27. März 1906             | 11h 17m 00s            | +10° 05′,7                                     | Die Einträge gehen auf Sterne zurück. |
| 2686         | Leo        | Max Wolf                     | 27. März 1906             | 11h 17m 03s            | +12° 57′,1                                     | Die Einträge gehen auf Sterne zurück. |
| 2687         | Leo        | Max Wolf                     | 27. März 1906             | 11h 17m 12s            | +10° 09′,5                                     | Die Einträge gehen auf Sterne zurück. |
| 2688         | Leo        | Max Wolf                     | 27. März 1906             | 11h 17m 18s            | +13° 29′,4                                     | Der Eintrag geht auf einen Doppelstern zurück. |
| 2691         | Leo        | Max Wolf                     | 27. März 1906             | 11h 17m 25s            | +12° 01′,9                                     | Die Einträge gehen auf Sterne zurück. |
| 2693         | Leo        | Max Wolf                     | 27. März 1906             | 11h 17m 36s            | +13° 32′,9                                     | Die Einträge gehen auf Sterne zurück. |
| 2696         | Leo        | Max Wolf                     | 27. März 1906             | 11h 17m 49s            | +12° 45′,4                                     | Die Einträge gehen auf Sterne zurück. |
| 2697         | Leo        | Max Wolf                     | 27. März 1906             | 11h 17m 51s            | +13° 24′,0                                     | Die Einträge gehen auf Sterne zurück. |
| 2699         | Leo        | Max Wolf                     | 27. März 1906             | 11h 17m 53s            | +11° 54′,5                                     | Die Einträge gehen auf Sterne zurück. |
| 2705         | Leo        | Max Wolf                     | 27. März 1906             | 11h 18m 04s            | +11° 54′,2                                     | Die Einträge gehen auf Sterne zurück. |
| 2706         | Leo        | Max Wolf                     | 27. März 1906             | 11h 18m 29s            | +12° 32′,9                                     | Die Einträge gehen auf Sterne zurück. |
| 2710         | Leo        | Max Wolf                     | 27. März 1906             | 11h 18m 44s            | +13° 34′,0                                     | Die Einträge gehen auf Sterne zurück. |
| 2711         | Leo        | Max Wolf                     | 27. März 1906             | 11h 18m 47s            | +13° 44′,3                                     | Die Einträge gehen auf Sterne zurück. |
| 2709         | Leo        | Max Wolf                     | 27. März 1906             | 11h 18m 41s            | +12° 33′,8                                     | Die Einträge können nicht nachvollzogen werden. |
| 2715         | Leo        | Max Wolf                     | 27. März 1906             | 11h 19m 14s            | +11° 57′,0                                     | Die Einträge können nicht nachvollzogen werden. |
| 2721         | Leo        | Max Wolf                     | 27. März 1906             | 11h 19m 43s            | +12° 18′,6                                     | Die Einträge können nicht nachvollzogen werden. |
| 2717         | Leo        | Max Wolf                     | 27. März 1906             | 11h 19m 19s            | +12° 02′,9                                     | Die Einträge gehen auf Sterne zurück. |
| 2726         | Leo        | Max Wolf                     | 27. März 1906             | 11h 19m 58s            | +13° 24′,9                                     | Die Einträge gehen auf Sterne zurück. |
| 2728         | Leo        | Max Wolf                     | 27. März 1906             | 11h 20m 05s            | +13° 25′,6                                     | Die Einträge gehen auf Sterne zurück. |
| 2730         | Leo        | Max Wolf                     | 27. März 1906             | 11h 20m 07s            | +13° 22′,0                                     | Die Einträge gehen auf Sterne zurück. |
| 2731         | Leo        | Max Wolf                     | 27. März 1906             | 11h 20m 10s            | +13° 33′,5                                     | Die Einträge gehen auf Sterne zurück. |
| 2733         | Leo        | Max Wolf                     | 27. März 1906             | 11h 20m 17s            | +13° 50′,1                                     | Die Eintrag geht auf einen Stern zurück. |
| 2736         | Leo        | Max Wolf                     | 27. März 1906             | 11h 20m 55s            | +12° 24′,5                                     | Die Einträge gehen auf Sterne zurück. |
| 2737         | Leo        | Max Wolf                     | 27. März 1906             | 11h 21m 08s            | +14° 17′,7                                     | Die Einträge gehen auf Sterne zurück. |
| 2743         | Leo        | Max Wolf                     | 27. März 1906             | 11h 21m 25s            | +08° 41′,7                                     | Die Einträge gehen auf Sterne zurück. |
| 2747         | Leo        | Max Wolf                     | 27. März 1906             | 11h 21m 40s            | +08° 48′,3                                     | Die Einträge gehen auf Sterne zurück. |
| 2755         | Leo        | Max Wolf                     | 27. März 1906             | 11h 22m 02s            | +13° 47′,6                                     | Die Einträge gehen auf Sterne zurück. |
| 2772         | Leo        | Max Wolf                     | 27. März 1906             | 11h 22m 30s            | +13° 35′,9                                     | Die Einträge gehen auf Sterne zurück. |
| 2773         | Leo        | Max Wolf                     | 27. März 1906             | 11h 22m 35s            | +13° 34′,5                                     | Die Einträge gehen auf Sterne zurück. |
| 2774         | Leo        | Max Wolf                     | 27. März 1906             | 11h 22m 37s            | +12° 30′,9                                     | Die Einträge gehen auf Sterne zurück. |
| 2778         | Leo        | Max Wolf                     | 27. März 1906             | 11h 22m 42s            | +12° 31′,6                                     | Die Einträge gehen auf Sterne zurück. |
| 2789         | Leo        | Max Wolf                     | 27. März 1906             | 11h 23m 33s            | +14° 11′,3                                     | Der Eintrag geht auf einen Doppelstern zurück. |
| 2794         | Leo        | Max Wolf                     | 27. März 1906             | 11h 24m 04s            | +12° 47′,5                                     | Der Eintrag geht auf einen Stern zurück. |
| 2805         | Leo        | Max Wolf                     | 27. März 1906             | 11h 25m 00s            | +14° 00′,9                                     | Der Eintrag geht auf einen Doppelstern zurück. |
| 2806         | Leo        | Max Wolf                     | 27. März 1906             | 11h 25m 15s            | +09° 39′,2                                     | Die Einträge gehen auf Sterne zurück. |
| 2808         | Leo        | Max Wolf                     | 27. März 1906             | 11h 25m 27s            | +09° 07′,9                                     | Die Einträge gehen auf Sterne zurück. |
| 2809         | Leo        | Max Wolf                     | 27. März 1906             | 11h 25m 38s            | +08° 31′,6                                     | Die Einträge gehen auf Sterne zurück. |
| 2817         | Leo        | Max Wolf                     | 27. März 1906             | 11h 26m 19s            | +09° 08′,9                                     | Die Einträge gehen auf Sterne zurück. |
| 2824         | Leo        | Max Wolf                     | 27. März 1906             | 11h 27m 05s            | +14° 05′,1                                     | Die Einträge gehen auf Sterne zurück. |
| 2825         | Leo        | Max Wolf                     | 27. März 1906             | 11h 27m 03s            | +08° 26′,6                                     | Die Einträge gehen auf Sterne zurück. |
| 2827         | Leo        | Max Wolf                     | 27. März 1906             | 11h 27m 10s            | +11° 30′,9                                     | Die Einträge gehen auf Sterne zurück. |
| 2831         | Leo        | Max Wolf                     | 27. März 1906             | 11h 27m 23s            | +13° 59′,4                                     | Die Einträge gehen auf Sterne zurück. |
| 2832         | Leo        | Max Wolf                     | 27. März 1906             | 11h 27m 25s            | +08° 58′,7                                     | Die Einträge gehen auf Sterne zurück. |
| 2833         | Leo        | Max Wolf                     | 27. März 1906             | 11h 27m 26s            | +13° 36′,2                                     | Die Einträge gehen auf Sterne zurück. |
| 2836         | Leo        | Max Wolf                     | 27. März 1906             | 11h 27m 37s            | +09° 05′,1                                     | Die Einträge gehen auf Sterne zurück. |
| 2841         | Leo        | Max Wolf                     | 27. März 1906             | 11h 27m 49s            | +12° 36′,2                                     | Die Einträge gehen auf Sterne zurück. |
| 2849         | Leo        | Max Wolf                     | 27. März 1906             | 11h 28m 12s            | +09° 58′,6                                     | Die Einträge gehen auf Sterne zurück. |
| 2854         | Leo        | Max Wolf                     | 27. März 1906             | 11h 28m 20s            | +08° 58′,1                                     | Die Einträge gehen auf Sterne zurück. |
| 2859         | Leo        | Max Wolf                     | 27. März 1906             | 11h 28m 42s            | +09° 06′,5                                     | Die Einträge gehen auf Sterne zurück. |
| 2863         | Leo        | Max Wolf                     | 27. März 1906             | 11h 28m 54s            | +09° 05′,7                                     | Die Einträge gehen auf Sterne zurück. |
| 2865         | Leo        | Max Wolf                     | 27. März 1906             | 11h 28m 59s            | +09° 06′,9                                     | Die Einträge gehen auf Sterne zurück. |
| 2866         | Leo        | Max Wolf                     | 27. März 1906             | 11h 29m 00s            | +09° 05′,6                                     | Die Einträge gehen auf Sterne zurück. |
| 2868         | Leo        | Max Wolf                     | 27. März 1906             | 11h 29m 06s            | +09° 02′,5                                     | Die Einträge gehen auf Sterne zurück. |
| 2869         | Leo        | Max Wolf                     | 27. März 1906             | 11h 29m 09s            | +09° 01′,1                                     | Die Einträge gehen auf Sterne zurück. |
| 2875         | Leo        | Max Wolf                     | 27. März 1906             | 11h 29m 35s            | +12° 59′,5                                     | Die Einträge gehen auf Sterne zurück. |
| 2880         | Leo        | Max Wolf                     | 27. März 1906             | 11h 29m 35s            | +13° 11′,9                                     | Die Einträge gehen auf Sterne zurück. |
| 2882         | Leo        | Max Wolf                     | 27. März 1906             | 11h 30m 09s            | +11° 59′,3                                     | Die Einträge gehen auf Sterne zurück. |
| 2885         | Leo        | Max Wolf                     | 27. März 1906             | 11h 30m 23s            | +09° 46′,3                                     | Die Einträge gehen auf Sterne zurück. |
| 2888         | Leo        | Max Wolf                     | 27. März 1906             | 11h 30m 35s            | +09° 54′,3                                     | Die Eintrag gehen auf einen Doppelstern zurück. |
| 2890         | Leo        | Max Wolf                     | 27. März 1906             | 11h 30m 46s            | +13° 10′,9                                     | Die Einträge gehen auf Sterne zurück. |
| 2895         | Leo        | Max Wolf                     | 27. März 1906             | 11h 30m 57s            | +09° 58′,6                                     | Die Einträge gehen auf Sterne zurück. |
| 2897         | Leo        | Max Wolf                     | 27. März 1906             | 11h 31m 19s            | +11° 32′,9                                     | Die Einträge gehen auf Sterne zurück. |
| 2902         | Leo        | Max Wolf                     | 27. März 1906             | 11h 31m 33s            | +14° 13′,4                                     | Die Einträge gehen auf Sterne zurück. |
| 2899         | Leo        | Max Wolf                     | 27. März 1906             | 11h 31m 20s            | +10° 38′,1                                     | Der Eintrag geht auf einen Doppelstern zurück. |
| 2904         | Leo        | Max Wolf                     | 27. März 1906             | 11h 31m 42s            | +13° 11′,1                                     | Die Einträge gehen auf Sterne zurück. |
| 2905         | Leo        | Max Wolf                     | 27. März 1906             | 11h 31m 47s            | +09° 06′,4                                     | Die Einträge gehen auf Sterne zurück. |
| 2906         | Leo        | Max Wolf                     | 27. März 1906             | 11h 31m 50s            | +13° 08′,0                                     | Die Einträge gehen auf Sterne zurück. |
| 2907         | Leo        | Max Wolf                     | 27. März 1906             | 11h 31m 49s            | +09° 53′,9                                     | Die Einträge gehen auf Sterne zurück. |
| 2908         | Leo        | Max Wolf                     | 27. März 1906             | 11h 31m 51s            | +12° 56′,3                                     | Die Einträge gehen auf Sterne zurück. |
| 2911         | Leo        | Max Wolf                     | 27. März 1906             | 11h 32m 05s            | +12° 58′,6                                     | Der Eintrag geht auf einen Doppelstern zurück. |
| 2915         | Leo        | Max Wolf                     | 27. März 1906             | 11h 32m 16s            | +14° 29′,0                                     | Die Einträge gehen auf Sterne zurück. |
| 2916         | Leo        | Max Wolf                     | 27. März 1906             | 11h 32m 16s            | +11° 41′,0                                     | Die Einträge gehen auf Sterne zurück. |
| 2920         | Leo        | Max Wolf                     | 27. März 1906             | 11h 32m 49s            | +12° 33′,4                                     | Die Einträge gehen auf Sterne zurück. |
| 2922         | Leo        | Max Wolf                     | 27. März 1906             | 11h 32m 51s            | +12° 55′,4                                     | Die Einträge gehen auf Sterne zurück. |
| 2924         | Leo        | Max Wolf                     | 27. März 1906             | 11h 32m 52s            | +09° 01′,4                                     | Die Einträge gehen auf Sterne zurück. |
| 2926         | Leo        | Max Wolf                     | 27. März 1906             | 11h 33m 04s            | +12° 26′,2                                     | Die Einträge gehen auf Sterne zurück. |
| 2927         | Leo        | Max Wolf                     | 27. März 1906             | 11h 33m 05s            | +13° 05′,2                                     | Die Einträge gehen auf Sterne zurück. |
| 2931         | Leo        | Max Wolf                     | 27. März 1906             | 11h 33m 51s            | +12° 28′,0                                     | Die Einträge gehen auf Sterne zurück. |
| 2932         | Leo        | Max Wolf                     | 27. März 1906             | 11h 34m 48s            | +10° 15′,0                                     | Der Eintrag geht auf einen Doppelstern zurück. |
| 2935         | Leo        | Max Wolf                     | 27. März 1906             | 11h 34m 48s            | +10° 15′,0                                     | Der Eintrag ließ sich bisher nicht nachvollziehen. |
| 2937         | Leo        | Max Wolf                     | 27. März 1906             | 11h 35m 54s            | +10° 06′,2                                     | Der Eintrag geht auf einen Stern zurück. |
| 2939         | Leo        | Max Wolf                     | 27. März 1906             | 11h 35m 38s            | +10° 52′,8                                     | Der Eintrag geht auf einen Stern zurück. |
| 2940         | Leo        | Guillaume Bigourdan          | 29. April 1891            | 11h 36m 03s            | +21° 57′,7                                     | Der Eintrag ließ sich bisher nicht nachvollziehen. |
| 2949         | Cen        | Max Wolf                     | 27. März 1906             | 11h 40m 54s            | -46° 27′,3                                     | Der Eintrag geht auf einen Doppelstern zurück. |
| 2954         | Leo        | Stéphane Javelle             | 15. März 1903             | 11h 45m03s             | +26° 47′,2                                     | Der Eintrag geht auf einen Stern zurück. |
| 2962         | Crt        | Lewis Swift                  | 22. Februar 1898          | 11h 49m 05s            | -12° 18′,7                                     | Der Eintrag ließ sich bisher nicht nachvollziehen. |
| 2964         | Leo        | Guillaume Bigourdan          | 12. April 1899            | 11h 49m 52s            | +12° 03′,0                                     | Der Eintrag ließ sich bisher nicht nachvollziehen. |
| 2970         | Crt        | Lewis Swift                  | 12. Mai 1898              | 11h 53m 10s            | -23° 07′,3                                     | Der Eintrag ließ sich bisher nicht nachvollziehen. |
| 2975         | Virgo      | Lewis Swift                  | 1897                      | 11h 54m 06s            | -05° 33′,7                                     | Der Eintrag ließ sich bisher nicht nachvollziehen. |
| 2983         | Virgo      | Guillaume Bigourdan          | 30. März 1892             | 11h 58m 17s            | -02° 06′,6                                     | Der Eintrag ließ sich bisher nicht nachvollziehen. |
| 2988         | Virgo      | Guillaume Bigourdan          | 21. März 1898             | 12h 03m 42s            | +03° 25′,7                                     | Der Eintrag geht auf einen Stern zurück. |
| 2997         | Com        | Guillaume Bigourdan          | 7. Mai 1894               | 12h 05m 45s            | +20° 16′,9                                     | Der Eintrag ließ sich bisher nicht nachvollziehen. |
| 2998         | Com        | Guillaume Bigourdan          | 13. April 1896            | 12h 05m 55s            | +20° 45′,2                                     | Der Eintrag ließ sich bisher nicht nachvollziehen. |
| 3000         | Hya        | DeLisle Stewart              | Juli 1899                 | 12h 06m 08s            | -29° 40′,8                                     | Ein Plattenfehler könnte zu einer vermeintlichen Entdeckung geführt haben. |
| 3006         | Virgo      | Royal Harwood Frost          | 7. Mai 1904               | 12h 07m 23s            | +13° 00′,3                                     | Ein Plattenfehler könnte zu einer vermeintlichen Entdeckung geführt haben. |
| 3009         | Hya        | Arnold Schwassmann           | 14. September 1900        | 12h 08m 00s            | +12° 38′,8                                     | Der Eintrag ließ sich bisher nicht nachvollziehen. |
| 3026         | Hya        | DeLisle Stewart              | Juli 1899                 | 12h 10m 34s            | -29° 55′,3                                     | Der Eintrag ließ sich bisher nicht nachvollziehen. |
| 3027         | Com        | Royal Harwood Frost          | 7. Mai 1904               | 12h 00m 30s            | +14° 11′,6                                     | Dieser von Frost auf einer Fotoplatte entdeckte Nebelfleck wurde von Adelaide Ames als durch einen Plattendefekt verursacht identifiziert. |
| 3030         | Com        | Royal Harwood Frost          | 7. Mai 1904               | 12h 11m 06s            | +14° 06′,6                                     | Dieser Eintrag geht auf einen Defekt auf einer Fotoplatte zurück, wodurch Frost darauf einen Nebelfleck zu sehen glaubte. |
| 3045         | Virgo      | Arnold Schwassmann           | 14. September 1900        | 12h 13m 00s            | +12° 46′,8                                     | Dieser Eintrag geht auf einen Defekt auf einer Fotoplatte zurück. |
| 3048         | Virgo      | Arnold Schwassmann           | 14. September 1900        | 12h 13m 21s            | +13° 04′,2                                     | Der Eintrag geht auf einen Doppelstern zurück. |
| 3070         | Virgo      | Arnold Schwassmann           | 14. September 1900        | 12h 15m 25s            | +13° 02′,4                                     | Die Einträge gehen auf Sterne zurück. |
| 3071         | Virgo      | Arnold Schwassmann           | 10. Februar 1900          | 12h 15m 32s            | +09° 32′,7                                     | Die Einträge gehen auf Sterne zurück. |
| 3072         | Virgo      | Arnold Schwassmann           | 10. Februar 1900          | 12h 15m 38s            | +09° 33′,3                                     | Die Einträge gehen auf Sterne zurück. |
| 3076         | Virgo      | Arnold Schwassmann           | 10. Februar 1900          | 12h 16m 04s            | +09° 04′,7                                     | Die Einträge gehen auf Sterne zurück. |
| 3085         | Virgo      | Arnold Schwassmann           | 10. Februar 1900          | 12h 16m 26s            | +09° 28′,1                                     | Die Einträge gehen auf Sterne zurück. |
| 3083         | Virgo      | Royal Harwood Frost          | 7. Mai 1904               | 12h 16m 24s            | +12° 35′,7                                     | Der Eintrag kann nicht nachvollzogen werden (PGC 1411150?). |
| 3086         | Virgo      | Arnold Schwassmann           | 10. Februar 1900          | 12h 16m 26s            | +09° 28′,1                                     | Der Eintrag geht auf einen Doppelstern zurück. |
| 3087         | Virgo      | Arnold Schwassmann           | 16. November 1900         | 12h 16m 27s            | +13° 17′,3                                     | Der Eintrag geht auf einen Doppelstern zurück. |
| 3088         | Virgo      | Arnold Schwassmann           | 10. Februar 1900          | 12h 16m 28s            | +09° 27′,5                                     | Der Eintrag geht auf einen Stern zurück. |
| 3090         | Virgo      | Arnold Schwassmann           | 10. Februar 1900          | 12h 16m 32s            | +09° 26′,4                                     | Der Eintrag geht auf einen Doppelstern zurück. |
| 3103         | Virgo      | Arnold Schwassmann           | 10. Februar 1900          | 12h 17m 28s            | +09° 21′,6                                     | Der Eintrag geht auf einen Stern zurück. |
| 3106         | Virgo      | Arnold Schwassmann           | 10. Februar 1900          | 12h 17m 46s            | +09° 36′,8                                     | Der Eintrag geht auf einen Stern zurück. |
| 3114         | Virgo      | Arnold Schwassmann           | 10. Februar 1900          | 12h 17m 57s            | +09° 08′,1                                     | Der Eintrag geht auf einen Stern zurück. |
| 3117         | Virgo      | Arnold Schwassmann           | 10. Februar 1900          | 12h 18m 05s            | +09° 04′,6                                     | Der Eintrag geht auf einen Doppelstern zurück. |
| 3123         | Virgo      | Arnold Schwassmann           | 20. Januar 1900           | 12h 18m 28s            | +08° 03′,9                                     | Der Eintrag geht auf einen Stern zurück. |
| 3124         | Virgo      | Arnold Schwassmann           | 10. Februar 1900          | 12h 18m 28s            | +09° 35′,3                                     | Der Eintrag geht auf einen Stern zurück. |
| 3133         | Virgo      | Arnold Schwassmann           | 20. November 1899         | 12h 18m 55s            | +07° 38′,4                                     | Der Eintrag geht auf einen Asterismus zurück. |
| 3130         | Virgo      | Arnold Schwassmann           | 20. Januar 1900           | 12h 18m 50s            | +08° 14′,0                                     | Der Eintrag geht auf einen Asterismus zurück. |
| 3125         | Com        | Max Wolf                     | 23. März 1903             | 12h 18m 26s            | +24° 21′,9                                     | Die Einträge gehen auf Sterne zurück. |
| 3129         | Virgo      | Arnold Schwassmann           | 12. Februar 1900          | 12h 18m 45s            | +09° 35′,4                                     | Die Einträge gehen auf Sterne zurück. |
| 3139         | Virgo      | Arnold Schwassmann           | 12. Februar 1900          | 12h 19m 01s            | +09° 07′,6                                     | Die Einträge gehen auf Sterne zurück. |
| 3140         | Com        | Max Wolf                     | 23. März 1903             | 12h 18m 58s            | +27° 07′,8                                     | Die Einträge gehen auf Sterne zurück. |
| 3145         | Com        | Max Wolf                     | 23. März 1903             | 12h 19m 11s            | +24° 17′,6                                     | Die Einträge gehen auf Sterne zurück. |
| 3158         | Virgo      | Arnold Schwassmann           | 12. Februar 1900          | 12h 19m 50s            | +09° 17′,4                                     | Die Einträge gehen auf Sterne zurück. |
| 3160         | Virgo      | Arnold Schwassmann           | 12. Februar 1900          | 12h 20m 00s            | +09° 06′,1                                     | Die Einträge gehen auf Sterne zurück. |
| 3161         | Virgo      | Arnold Schwassmann           | 12. Februar 1900          | 12h 20m 01s            | +09° 00′,0                                     | Die Einträge gehen auf Sterne zurück. |
| 3162         | Virgo      | Arnold Schwassmann           | 12. Februar 1900          | 12h 20m 03s            | +08° 59′,8                                     | Die Einträge gehen auf Sterne zurück. |
| 3163         | Virgo      | Arnold Schwassmann           | 12. Februar 1900          | 12h 20m 06s            | +9° 15′,3                                      | Der Eintrag geht auf einen Doppelstern zurück. |
| 3164         | Com        | Max Wolf                     | 23. März 1903             | 12h 20m 05s            | +24° 57′,3                                     | Der Eintrag geht auf einen Doppelstern zurück. |
| 3166         | Ursa Major | Lewis Swift                  | 24. Juni 1897             | 12h 19m 54s            | +60° 41′,6                                     | Der Eintrag kann nicht nachvollzogen werden. |
| 3177         | Com        | Royal Harwood Frost          | 7. Mai 1904               | 12h 20m 34s            | +14° 07′,7                                     | Der Eintrag kann nicht nachvollzogen werden. |
| 3178         | Com        | Max Wolf                     | 23. März 1903             | 12h 20m 35s            | +26° 10′,2                                     | Der Eintrag geht auf einen Stern zurück. |
| 3180         | Ursa Major | Lewis Swift                  | 24. Juni 1897             | 12h 20m 48s            | +60° 40′,7                                     | Der Eintrag kann nicht nachvollzogen werden. |
| 3182         | Virgo      | Arnold Schwassmann           | 14. September 1900        | 12h 20m 48s            | +12° 43′,8                                     | Der Eintrag geht auf drei benachbarte Sterne zurück. |
| 3183         | Virgo      | Arnold Schwassmann           | 30. Oktober 1899          | 12h 20m 49s            | +6° 41′,2                                      | Der Eintrag geht auf einen Doppelstern zurück. |
| 3190         | Virgo      | Arnold Schwassmann           | 13. Februar 1900          | 12h 21m 02s            | +9° 34′,2                                      | Der Eintrag geht auf einen Stern zurück. |
| 3191         | Virgo      | Arnold Schwassmann           | 20. November 1899         | 12h 21m 05s            | +7° 42′,3                                      | Der Eintrag geht auf einen Stern zurück. |
| 3197         | Com        | Max Wolf                     | 23. März 1903             | 12h 21m 26s            | +25° 26′,6                                     | Der Eintrag geht auf einen Stern zurück. |
| 3198         | Com        | Max Wolf                     | 23. März 1903             | 12h 21m 31s            | +26° 22′,0                                     | Der Eintrag geht auf einen Stern zurück. |
| 3229         | Virgo      | Arnold Schwassmann           | 4. November 1899          | 12h 22m 44s            | +06° 40′,7                                     | Der Eintrag kann nicht nachvollzogen werden und wird fälschlicherweise mit PGC 40147 gleichgesetzt. |
| 3214         | Com        | Max Wolf                     | 23. März 1903             | 12h 22m 09s            | +27° 14′,1                                     | Die Einträge gehen auf Sterne zurück. |
| 3226         | Com        | Max Wolf                     | 23. März 1903             | 12h 22m 35s            | +26° 04′,0                                     | Die Einträge gehen auf Sterne zurück. |
| 3232         | Com        | Max Wolf                     | 23. März 1903             | 12h 22m 48s            | +24° 25′,5                                     | Die Einträge gehen auf Sterne zurück. |
| 3248         | Com        | Max Wolf                     | 23. März 1903             | 12h 23m 17s            | +25° 33′,1                                     | Die Einträge gehen auf Sterne zurück. |
| 3250         | Com        | Max Wolf                     | 23. März 1903             | 12h 23m 18s            | +25° 37′,7                                     | Die Einträge gehen auf Sterne zurück. |
| 3251         | Com        | Max Wolf                     | 23. März 1903             | 12h 23m 19s            | +25° 39′,2                                     | Die Einträge gehen auf Sterne zurück. |
| 3245         | Virgo      | Royal Harwood Frost          | 7. Mai 1904               | 12h 23m 18s            | +09° 07′,4                                     | Der Eintrag kann nicht nachvollzogen werden. |
| 3252         | Com        | Max Wolf                     | 23. März 1903             | 12h 23m 25s            | +28° 37′,1                                     | Der Eintrag geht vermutlich auf einen Doppelstern zurück. |
| 3257         | Virgo      | Guillaume Bigourdan          | 23. April 1895            | 12h 23m 18s            | +09° 07′,4                                     | Die Eintrag kann nicht nachvollzogen werden. |
| 3265         | Virgo      | Arnold Schwassmann           | 26. Januar 1900           | 12h 23m 59s            | +07° 48′,2                                     | Der Eintrag geht auf einen Stern zurück. |
| 3279         | Virgo      | Arnold Schwassmann           | 26. Januar 1900           | 12h 24m 24s            | +12° 51′,1                                     | Der Eintrag geht auf einen Doppelstern zurück. |
| 3281         | Virgo      | Arnold Schwassmann           | 20. November 1899         | 12h 24m 28s            | +07° 49′,1                                     | Der Eintrag kann nicht nachvollzogen werden. |
| 3282         | Com        | Max Wolf                     | 23. März 1903             | 12h 24m 28s            | +25° 40′,2                                     | Der Eintrag geht auf einen Stern zurück. |
| 3285         | Com        | Max Wolf                     | 23. März 1903             | 12h 24m 33s            | +24° 51′,6                                     | Der Eintrag geht auf einen Stern zurück. |
| 3295         | Com        | Max Wolf                     | 23. März 1903             | 12h 24m 49s            | +28° 42′,5                                     | Der Eintrag kann nicht nachvollzogen werden. |
| 3297         | Com        | Max Wolf                     | 23. März 1903             | 12h 24m 58s            | +26° 46′,3                                     | Der Eintrag geht auf einen Stern zurück. |
| 3310         | Com        | Guillaume Bigourdan          | 1. April 1894             | 12h 25m 55s            | +15° 40′,8                                     | Der Eintrag geht auf einen Stern zurück, der nordwestlich von der Galaxie NGC 4396 liegt und im Vordergrund ist. |
| 3318         | Vir        | Arnold Schwassmann           | 23. Februar 1900          | 12h 25m 50s            | +09° 45′,8                                     | Der Eintrag geht auf einen Stern zurück. |
| 3319         | Vir        | Arnold Schwassmann           | 23. Februar 1900          | 12h 25m 51s            | +10° 23′,5                                     | Der Eintrag kann nicht nachvollzogen werden. |
| 3323         | Com        | Max Wolf                     | 23. März 1903             | 12h 24m 28s            | +25° 40′,2                                     | Der Eintrag geht auf einen Stern zurück, der südwestlich von der Galaxie NGC 4393 liegt und im Vordergrund ist. |
| 3333         | Vir        | Arnold Schwassmann           | 16. November 1900         | 12h 26m 09s            | +13° 08′,0                                     | Der Eintrag geht auf einen Stern zurück. |
| 3342         | Com        | Max Wolf                     | 23. März 1903             | 12h 26m 27s            | +27° 08′,3                                     | Die Eintrag geht auf einen Stern zurück. |
| 3343         | Vir        | Arnold Schwassmann           | 23. Januar 1900           | 12h 26m 35s            | +08° 52′,4                                     | Der Eintrag geht auf einen Stern zurück, der östlich von der Galaxie NGC 4411 liegt und im Vordergrund ist. |
| 3350         | Vir        | Arnold Schwassmann           | 15. Februar 1900          | 12h 26m 46s            | +09° 26′,5                                     | Die Eintrag geht auf einen Stern zurück. |
| 3351         | Com        | Max Wolf                     | 23. März 1903             | 12h 26m 41s            | +27° 36′,3                                     | Der Eintrag geht auf einen Stern zurück. |
| 3352         | Vir        | Arnold Schwassmann           | 24. Januar 1900           | 12h 26m 48s            | +08° 45′,5                                     | Der Eintrag geht auf einen Stern zurück. |
| 3354         | Vir        | Arnold Schwassmann           | 12. September 1900        | 12h 26m 51s            | +12° 05′,8                                     | Der Eintrag geht auf einen Stern zurück. |
| 3360         | Com        | Max Wolf                     | 23. März 1903             | 12h 26m 51s            | +26° 02′,8                                     | Der Eintrag geht auf einen Stern zurück. |
| 3375         | Com        | Max Wolf                     | 23. März 1903             | 12h 27m 40s            | +27° 21′,9                                     | Der Eintrag geht auf einen Stern zurück. |
| 3398         | Com        | Arnold Schwassmann           | 17. November 1900         | 12h 28m 58s            | +13° 33′,9                                     | Der Eintrag geht auf einen Stern zurück. |
| 3399         | Com        | Max Wolf                     | 23. März 1903             | 12h 28m 56s            | +25° 41′,8                                     | Der Eintrag geht auf einen Stern zurück. |
| 3400         | Vir        | Arnold Schwassmann           | 15. Februar 1900          | 12h 29m 03s            | +09° 24′,4                                     | Der Eintrag geht auf einen Stern zurück. |
| 3404         | Vir        | Arnold Schwassmann           | 8. November 1899          | 12h 29m 11s            | +07° 09′,2                                     | Der Eintrag kann nicht nachvollzogen werden. |
| 3408         | Vir        | Arnold Schwassmann           | 13. September 1900        | 12h 29m 16s            | +11° 52′,5                                     | Die Einträge gehen auf Sterne zurück. |
| 3415         | Com        | Max Wolf                     | 23. März 1903             | 12h 29m 22s            | +26° 46′,0                                     | Die Einträge gehen auf Sterne zurück. |
| 3417         | Vir        | Arnold Schwassmann           | 26. Januar 1900           | 12h 29m 39s            | +07° 51′,7                                     | Die Einträge gehen auf Sterne zurück. |
| 3420         | Com        | Arnold Schwassmann           | 17. November 1900         | 12h 29m 43s            | +13° 26′,8                                     | Die Einträge gehen auf Sterne zurück. |
| 3423         | Com        | Arnold Schwassmann           | 17. November 1900         | 12h 29m 46s            | +13° 39′,5                                     | Die Einträge gehen auf Sterne zurück. |
| 3426         | Com        | Arnold Schwassmann           | 17. November 1900         | 12h 30m 01s            | +13° 35′,9                                     | Die Einträge gehen auf Sterne zurück. |
| 3428         | Com        | Max Wolf                     | 23. März 1903             | 12h 30m 07s            | +23° 40′,5                                     | Die Einträge gehen auf Sterne zurück. |
| 3444         | Com        | Max Wolf                     | 23. März 1903             | 12h 31m 14s            | +27° 33′,0                                     | Die Einträge gehen auf Sterne zurück. |
| 3456         | Com        | Max Wolf                     | 23. März 1903             | 12h 31m 44s            | +28° 21′,4                                     | Der Eintrag kann nicht nachvollzogen werden. |
| 3463         | Virgo      | Arnold Schwassmann           | 13. September 1900        | 12h 32m 05s            | +12° 19′,1                                     | Der Eintrag geht auf einen Doppelstern zurück. |
| 3464         | Com        | Max Wolf                     | 23. März 1903             | 12h 32m 00s            | +26° 00′,3                                     | Der Eintrag geht auf einen Stern zurück. |
| 3477         | Com        | Max Wolf                     | 23. März 1903             | 12h 32m 38s            | +26° 02′,3                                     | Der Eintrag geht auf einen Stern zurück. |
| 3480         | Com        | Max Wolf                     | 23. März 1903             | 12h 32m 41s            | +26° 49′,7                                     | Der Eintrag geht auf einen Doppelstern zurück. |
| 3485         | Vir        | Arnold Schwassmann           | 15. Februar 1900          | 12h 33m 11s            | +09° 13′,0                                     | Der Eintrag geht auf einen Stern zurück. |
| 3493         | Vir        | Arnold Schwassmann           | 15. Februar 1900          | 12h 33m 21s            | +09° 23′,4                                     | Der Eintrag kann nicht nachvollzogen werden. |
| 3495         | Com        | Max Wolf                     | 23. März 1903             | 12h 33m 16s            | +26° 48′,5                                     | Der Eintrag geht auf einen Doppelstern zurück. |
| 3496         | Com        | Max Wolf                     | 23. März 1903             | 12h 33m 19s            | +26° 45′,6                                     | Der Eintrag kann nicht nachvollzogen werden. |
| 3497         | Com        | Max Wolf                     | 23. März 1903             | 12h 33m 28s            | +25° 29′,3                                     | Der Eintrag geht auf einen Stern zurück. |
| 3503         | Cvn        | Stéphane Javelle             | 13. Juni 1896             | 12h 33m 48s            | +37° 47′,4                                     | Der Eintrag geht auf einen Stern zurück. |
| 3504         | Vir        | Arnold Schwassmann           | 8. November 1899          | 12h 34m 08s            | +06° 53′,2                                     | Der Eintrag geht auf einen Stern zurück. |
| 3511         | Com        | Max Wolf                     | 23. März 1903             | 12h 34m 09s            | +27° 20′,9                                     | Die Einträge gehen auf Sterne zurück. |
| 3512         | Com        | Max Wolf                     | 23. März 1903             | 12h 34m 10s            | +27° 21′,7                                     | Die Einträge gehen auf Sterne zurück. |
| 3513         | Com        | Max Wolf                     | 23. März 1903             | 12h 34m 12s            | +27° 19′,8                                     | Die Einträge gehen auf Sterne zurück. |
| 3514         | Com        | Max Wolf                     | 23. März 1903             | 12h 34m 16s            | +26° 42′,0                                     | Der Eintrag geht auf einen Doppelstern zurück. |
| 3524         | Com        | Arnold Schwassmann           | 23. November 1900         | 12h 34m 43s            | +14° 14′,7                                     | Der Eintrag geht auf einen Stern zurück. |
| 3526         | Com        | Max Wolf                     | 23. März 1903             | 12h 34m 41s            | +25° 41′,0                                     | Der Eintrag geht auf einen Doppelstern zurück. |
| 3527         | Com        | Max Wolf                     | 23. März 1903             | 12h 34m 42s +26° 09′,3 | Der Eintrag geht auf einen Doppelstern zurück. | |
| 3529         | Com        | Max Wolf                     | 23. März 1903             | 12h 34m 50s            | +25° 41′,9                                     | Der Eintrag geht auf einen Stern zurück. |
| 3532         | Com        | Max Wolf                     | 23. März 1903             | 12h 34m 57s            | +25° 52′,8                                     | Der Eintrag geht auf einen Stern zurück. |
| 3535         | Com        | Max Wolf                     | 23. März 1903             | 12h 35m 11s            | +25° 43′,9                                     | Der Eintrag geht auf einen Stern zurück. |
| 3537         | Vir        | Arnold Schwassmann           | 23. Januar 1900           | 12h 35m 22s            | +07° 39′,2                                     | Der Eintrag geht auf einen Stern zurück. |
| 3538         | Com        | Max Wolf                     | 23. März 1903             | 12h 35m 15s            | +25° 14′,1                                     | Der Eintrag geht auf einen Stern zurück. |
| 3539         | Com        | Max Wolf                     | 23. März 1903             | 12h 35m 20s            | +23° 59′,0                                     | Der Eintrag geht auf einen Stern zurück. |
| 3541         | Com        | Max Wolf                     | 23. März 1903             | 12h 35m 22s            | +23° 58′,5                                     | Der Eintrag geht auf einen Stern zurück. |
| 3544         | Vir        | Arnold Schwassmann           | 23. November 1900         | 12h 35m 47s            | +14° 08′,0                                     | Der Eintrag geht auf einen Doppelstern zurück. |
| 3547         | Com        | Max Wolf                     | 23. März 1903             | 12h 35m 49s            | +26° 19′,7                                     | Der Eintrag geht auf einen Stern zurück. |
| 3549         | Com        | Max Wolf                     | 23. März 1903             | 12h 35m 51s            | +26° 23′,7                                     | Der Eintrag geht auf einen Stern zurück. |
| 3553         | Com        | Max Wolf                     | 23. März 1903             | 12h 35m 56s            | +26° 11′,6                                     | Der Eintrag geht auf einen Stern zurück. |
| 3554         | Com        | Max Wolf                     | 23. März 1903             | 12h 35m 55s            | +27° 55′,6                                     | Der Eintrag geht auf einen Stern zurück. |
| 3566         | Vir        | Royal Harwood Frost          | 10. Mai 1904              | 12h 36m 22s            | +11° 09′,9                                     | Der Eintrag geht vermutlich auf einen Defekt auf einer Fotoplatte zurück. |
| 3570         | Com        | Max Wolf                     | 23. März 1903             | 12h 36m 18s            | +24° 04′,7                                     | Der Eintrag geht auf einen Stern zurück. |
| 3572         | Vir        | Arnold Schwassmann           | 8. September 1900         | 12h 36m 28s            | +11° 37′,1                                     | Der Eintrag geht auf einen Doppelstern zurück. |
| 3577         | Vir        | Arnold Schwassmann           | 13. September 1900        | 12h 36m 36s            | +11° 53′,8                                     | Der Eintrag geht vermutlich auf einen Defekt auf einer Fotoplatte zurück. |
| 3579         | Com        | Max Wolf                     | 23. März 1903             | 12h 36m 33s            | +26° 06′,2                                     | Der Eintrag geht auf einen Stern zurück. |
| 3584         | Vir        | Arnold Schwassmann           | 13. September 1900        | 12h 36m 45s            | +12° 14′,0                                     | Der Eintrag geht auf einen Stern zurück. |
| 3589         | Vir        | Arnold Schwassmann           | 27. November 1900         | 12h 37m 01s            | +06° 56′,2                                     | Der Eintrag geht auf einen Stern zurück. |
| 3594         | Com        | Max Wolf                     | 23. März 1903             | 12h 36m 56s            | +26° 06′,9                                     | Der Eintrag geht auf einen Stern zurück. |
| 3596         | Com        | Max Wolf                     | 23. März 1903             | 12h 37m 19s            | +26° 31′,2                                     | Der Eintrag geht vermutlich auf einen Defekt auf einer Fotoplatte zurück. |
| 3619         | Com        | Max Wolf                     | 23. März 1903             | 12h 39m 19s            | +24° 08′,5                                     | Der Eintrag geht auf einen Doppelstern zurück. |
| 3628         | Com        | Max Wolf                     | 23. März 1903             | 12h 39m 39s            | +26° 14′,3                                     | Der Eintrag geht auf einen Stern zurück. |
| 3630         | Com        | Max Wolf                     | 23. März 1903             | 12h 39m 47s            | +25° 25′,9                                     | Der Eintrag geht auf einen Stern zurück. |
| 3636         | Com        | Max Wolf                     | 27. Januar 1904           | 12h 40m 15s            | +22° 04′,5                                     | Der Eintrag geht auf einen Doppelstern zurück. |
| 3645         | Com        | Max Wolf                     | 23. März 1903             | 12h 40m 38s            | +26° 32′,5                                     | Der Eintrag geht auf einen Stern zurück. |
| 3648         | Vir        | Arnold Schwassmann           | 18. November 1900         | 12h 40m 52s            | +12° 59′,1                                     | Der Eintrag geht auf einen Stern zurück. |
| 3650         | Com        | Max Wolf                     | 23. März 1903             | 12h 40m 48s            | +26° 28′,4                                     | Der Eintrag geht auf einen Doppelstern zurück. |
| 3660         | Com        | Max Wolf                     | 27. Januar 1904           | 12h 41m 37s            | +21° 05′,6                                     | Der Eintrag geht auf einen Stern zurück. |
| 3664         | Com        | Max Wolf                     | 27. Januar 1904           | 12h 41m 41s            | +19° 56′,6                                     | Der Eintrag geht auf einen Stern zurück. |
| 3666         | Vir        | Arnold Schwassmann           | 26. Januar 1900           | 12h 41m 53s            | +07° 50′,7                                     | Der Eintrag geht auf einen Stern zurück. |
| 3673         | Com        | Max Wolf                     | 27. Januar 1904           | 12h 42m 04s            | +21° 08′,3                                     | Der Eintrag geht auf einen Stern zurück. |
| 3674         | Com        | Max Wolf                     | 27. Januar 1904           | 12h 42m 05s            | +22° 30′,6                                     | Der Eintrag geht auf einen Doppelstern zurück. |
| 3676         | Com        | Max Wolf                     | 27. Januar 1904           | 12h 42m 12s            | +13° 33′,6                                     | Der Eintrag geht auf einen Stern zurück. |
| 3679         | Com        | Max Wolf                     | 27. Januar 1904           | 12h 42m 11s            | +22° 49′,1                                     | Der Eintrag geht auf einen Doppelstern zurück. |
| 3680         | Cvn        | Max Wolf                     | 21. März 1903             | 12h 42m 01s            | +39° 06′,2                                     | Der Eintrag geht auf einen Stern zurück. |
| 3681         | Cvn        | Max Wolf                     | 21. März 1903             | 12h 42m 02s            | +39° 05′,0                                     | Der Eintrag geht auf einen Stern zurück. |
| 3682         | Com        | Max Wolf                     | 27. Januar 1904           | 12h 42m 19s            | +20° 51′,9                                     | Der Eintrag geht auf einen Stern zurück. |
| 3685         | Vir        | Arnold Schwassmann           | 27. November 1900         | 12h 42m 32s            | +06° 52′,2                                     | Der Eintrag geht auf einen Stern zurück. |
| 3695         | Com        | Max Wolf                     | 27. Januar 1904           | 12h 43m 07s            | +22° 44′,5                                     | Der Eintrag geht auf einen Stern zurück. |
| 3699         | Com        | Max Wolf                     | 27. Januar 1904           | 12h 43m 17s            | +19° 00′,0                                     | Der Eintrag geht auf einen Doppelstern zurück. |
| 3700         | Com        | Max Wolf                     | 27. Januar 1904           | 12h 43m 20s            | +19° 15′,9                                     | Der Eintrag ist nicht nachvollziehbar. |
| 3703         | Cvn        | Max Wolf                     | 21. März 1903             | 12h 43m 22s            | +37° 58′,5                                     | Der Eintrag geht auf einen Stern zurück. |
| 3706         | Vir        | Arnold Schwassmann           | 15. Februar 1900          | 12h 43m 49s            | +09° 13′,9                                     | Der Eintrag geht auf einen Doppelstern zurück. |
| 3707         | Cvn        | Max Wolf                     | 21. März 1903             | 12h 43m 29s            | +37° 59′,0                                     | Der Eintrag geht auf einen Stern zurück. |
| 3712         | Vir        | Arnold Schwassmann           | 23. Februar 1900          | 12h 44m 17s            | +10° 22′,5                                     | Der Eintrag ist nicht nachvollziehbar. |
| 3716         | Vir        | Arnold Schwassmann           | 23. Januar 1900           | 12h 44m 45s            | +08° 06′,1                                     | Der Eintrag ist nicht nachvollziehbar. |
| 3722         | Virgo      | Arnold Schwassmann           | 14. September 1900        | 12h 44m 51s            | +11° 46′,7                                     | Der Eintrag geht auf einen Doppelstern zurück. |
| 3733         | Vir        | Arnold Schwassmann           | 8. November 1900          | 12h 45m 17s            | +06° 57′,4                                     | Der Eintrag geht auf einen Stern zurück. |
| 3737         | Com        | Max Wolf                     | 27. Januar 1904           | 12h 45m 20s            | +21° 57′,5                                     | Der Eintrag geht auf einen Doppelstern zurück. |
| 3738         | Com        | Max Wolf                     | 27. Januar 1904           | 12h 45m 26s            | +19° 13′,8                                     | Der Eintrag geht auf einen Doppelstern zurück. |
| 3739         | Vir        | Arnold Schwassmann           | 20. November 1900         | 12h 45m 32s            | +12° 59′,8                                     | Der Eintrag ist nicht nachvollziehbar. |
| 3741         | Com        | Max Wolf                     | 27. Januar 1904           | 12h 45m 33s            | +19° 12′,2                                     | Der Eintrag geht auf einen Doppelstern zurück. |
| 3743         | Vir        | Arnold Schwassmann           | 8. September 1900         | 12h 45m 41s            | +11° 06′,1                                     | Der Eintrag geht auf zwei bis vier benachbarte Stern zurück. |
| 3747         | Cvn        | Max Wolf                     | 21. März 1903             | 12h 45m 34s            | +37° 58′,1                                     | Der Eintrag geht auf einen Stern zurück. |
| 3748         | Com        | Max Wolf                     | 27. Januar 1904           | 12h 45m 51s            | +19° 25′,8                                     | Der Eintrag geht auf einen Stern zurück. |
| 3749         | Com        | Max Wolf                     | 27. Januar 1904           | 12h 45m 51s            | +19° 32′,1                                     | Der Eintrag geht auf einen Stern zurück. |
| 3750         | Com        | Max Wolf                     | 27. Januar 1904           | 12h 45m 57s            | +19° 06′,2                                     | Der Eintrag geht auf einen Stern zurück. |
| 3752         | Com        | Max Wolf                     | 27. Januar 1904           | 12h 46m 04s            | +19° 00′,7                                     | Der Eintrag geht auf einen Stern zurück. |
| 3753         | Com        | Max Wolf                     | 27. Januar 1904           | 12h 46m 04s            | +19° 07′,3                                     | Der Eintrag geht auf einen Stern zurück. |
| 3755         | Com        | Max Wolf                     | 27. Januar 1904           | 12h 46m 09s            | +19° 09′,4                                     | Der Eintrag geht auf einen Doppelstern zurück. |
| 3757         | Cvn        | Max Wolf                     | 21. März 1903             | 12h 46m 00s            | +38° 30′,9                                     | Der Eintrag geht auf drei benachbarte Sterne zurück. |
| 3765         | Cvn        | Max Wolf                     | 21. März 1903             | 12h 46m 35s            | +38° 34′,4                                     | Der Eintrag geht auf einen Stern zurück. |
| 3768         | Cvn        | Max Wolf                     | 21. März 1903             | 12h 46m 41s            | +40° 35′,9                                     | Der Eintrag geht auf einen Stern zurück. |
| 3769         | Cvn        | Max Wolf                     | 21. März 1903             | 12h 46m 48s            | +40° 28′,2                                     | Der Eintrag geht auf einen Stern zurück. |
| 3770         | Vir        | Arnold Schwassmann           | 20. Februar 1900          | 12h 47m 16s            | +09° 12′,0                                     | Der Eintrag kann nicht nachvollzogen werden. |
| 3777         | Vir        | Arnold Schwassmann           | 15. Februar 1900          | 12h 47m 25s            | +09° 08′,6                                     | Der Eintrag geht auf einen Stern zurück. |
| 3780         | Cvn        | Max Wolf                     | 21. März 1903             | 12h 47m 08s            | +40° 14′,2                                     | Der Eintrag geht auf einen Stern zurück. |
| 3781         | Com        | Max Wolf                     | 27. Januar 1904           | 12h 47m 25s            | +22° 34′,2                                     | Der Eintrag geht auf einen Doppelstern zurück. |
| 3782         | Cvn        | Max Wolf                     | 21. März 1903             | 12h 47m 16s            | +40° 22′,1                                     | Der Eintrag geht auf einen Stern zurück. |
| 3787         | Cvn        | Max Wolf                     | 21. März 1903             | 12h 47m 42s            | +40° 37′,5                                     | Der Eintrag geht auf einen Doppelstern zurück. |
| 3790         | Vir        | Arnold Schwassmann           | 7. September 1900         | 12h 48m 15s            | +11° 06′,5                                     | Der Eintrag geht auf einen Stern zurück. |
| 3792         | Vir        | Arnold Schwassmann           | 7. September 1900         | 12h 48m 14s            | +11° 05′,2                                     | Der Eintrag geht auf einen Doppelstern zurück. |
| 3794         | Com        | Max Wolf                     | 27. Januar 1904           | 12h 48m 21s            | +19° 10′,2                                     | Der Eintrag geht auf einen Stern zurück. |
| 3796         | Com        | Max Wolf                     | 27. Januar 1904           | 12h 48m 27s            | +20° 02′,3                                     | Der Eintrag geht auf einen Stern zurück. |
| 3798         | Vir        | Arnold Schwassmann           | 20. Februar 1900          | 12h 48m 43s            | +09° 14′,5                                     | Der Eintrag geht auf einen Stern zurück. |
| 3802         | Cvn        | Max Wolf                     | 21. März 1903             | 12h 48m 43s            | +38° 14′,8                                     | Der Eintrag geht auf einen Stern zurück. |
| 3803         | Vir        | Arnold Schwassmann           | 7. September 1900         | 12h 49m 04s            | +10° 37′,9                                     | Der Eintrag geht auf einen Stern zurück. |
| 3805         | Cvn        | Max Wolf                     | 21. März 1903             | 12h 48m 43s            | +38° 15′,2                                     | Der Eintrag geht auf einen Doppelstern zurück. |
| 3810         | Cvn        | Max Wolf                     | 21. März 1903             | 12h 49m 03s            | +40° 38′,8                                     | Der Eintrag geht auf einen Stern zurück. |
| 3811         | Com        | Max Wolf                     | 27. Januar 1904           | 12h 49m 26s            | +21° 27′,7                                     | Der Eintrag geht auf einen Stern zurück. |
| 3821         | Com        | Max Wolf                     | 27. Januar 1904           | 12h 49m 58s            | +20° 58′,1                                     | Der Eintrag geht auf einen Stern zurück. |
| 3823         | Cvn        | Max Wolf                     | 21. März 1903             | 12h 49m 44s            | +40° 53′,0                                     | Der Eintrag geht auf einen Stern zurück. |
| 3830         | Com        | Max Wolf                     | 27. Januar 1904           | 12h 50m 51s            | +19° 50′,2                                     | Der Eintrag geht auf einen Stern zurück. |
| 3839         | Com        | Max Wolf                     | 27. Januar 1904           | 12h 51m 46s            | +20° 35′,3                                     | Der Eintrag geht auf einen Stern zurück. |
| 3841         | Com        | Max Wolf                     | 27. Januar 1904           | 12h 51m 51s            | +22° 20′,6                                     | Der Eintrag geht auf einen Doppelstern zurück. |
| 3845         | Cvn        | Max Wolf                     | 21. März 1903             | 12h 52m 09s            | +38° 47′,1                                     | Der Eintrag geht auf einen Stern zurück. |
| 3846         | Com        | Arnold Schwassmann           | 20. November 1900         | 12h 52m 39s            | +13° 38′,8                                     | Die Beobachtung kann nicht nachvollzogen werden. |
| 3849         | Cvn        | Max Wolf                     | 21. März 1903             | 12h 52m 37s            | +40° 46′,3                                     | Der Eintrag geht auf einen Stern zurück. |
| 3851         | Com        | Max Wolf                     | 27. Januar 1904           | 12h 53m 05s            | +21° 54′,5                                     | Der Eintrag geht auf einen Stern zurück. |
| 3858         | Com        | Max Wolf                     | 27. Januar 1904           | 12h 53m 56s            | +20° 47′,3                                     | Der Eintrag geht auf einen Stern zurück. |
| 3860         | Com        | Max Wolf                     | 27. Januar 1904           | 12h 54m 07s            | +19° 18′,0                                     | Die Beobachtung kann nicht nachvollzogen werden oder es handelt sich um die Galaxie SDSS J125406.70+191802.5. |
| 3878         | Cvn        | Max Wolf                     | 21. März 1903             | 12h 54m 30s            | +40° 04′,2                                     | Der Eintrag geht auf einen Stern zurück. |
| 3887         | Cvn        | Max Wolf                     | 21. März 1903             | 12h 54m 44s            | +40° 18′,3                                     | Der Eintrag geht auf einen Doppelstern zurück. |
| 3889         | Cvn        | Max Wolf                     | 21. März 1903             | 12h 54m 51s            | +36° 01′,0                                     | Der Eintrag geht auf einen Stern zurück. |
| 3894         | Com        | Max Wolf                     | 27. Januar 1904           | 12h 55m 28s            | +19° 04′,2                                     | Der Eintrag geht auf einen Doppelstern zurück. |
| 3901         | Com        | Max Wolf                     | 27. Januar 1904           | 12h 55m 51s            | +21° 56′,3                                     | Die Einträge gehen auf Sterne zurück. |
| 3902         | Cvn        | Max Wolf                     | 21. März 1903             | 12h 55m 39s            | +35° 59′,8                                     | Die Einträge gehen auf Sterne zurück. |
| 3903         | Cvn        | Max Wolf                     | 21. März 1903             | 12h 55m 39s            | +40° 24′,0                                     | Die Einträge gehen auf Sterne zurück. |
| 3906         | Cvn        | Max Wolf                     | 21. März 1903             | 12h 55m 51s            | +40° 27′,8                                     | Die Einträge gehen auf Sterne zurück. |
| 3910         | Cvn        | Max Wolf                     | 21. März 1903             | 12h 56m 05s            | +39° 43′,2                                     | Der Eintrag geht auf einen Doppelstern zurück. |
| 3912         | Cvn        | Max Wolf                     | 21. März 1903             | 12h 56m 07s            | +39° 54′,6                                     | Die Einträge gehen auf Sterne zurück. |
| 3915         | Com        | Max Wolf                     | 27. Januar 1904           | 12h 56m 39s            | +20° 07′,5                                     | Die Einträge gehen auf Sterne zurück. |
| 3917         | Com        | Max Wolf                     | 27. Januar 1904           | 12h 56m 52s            | +22° 00′,4                                     | Die Einträge gehen auf Sterne zurück. |
| 3923         | Cvn        | Max Wolf                     | 21. März 1903             | 12h 57m 01s            | +37° 57′,3                                     | Der Eintrag geht auf einen Doppelstern zurück. |
| 3925         | Cvn        | Max Wolf                     | 21. März 1903             | 12h 57m 15s            | +36° 25′,3                                     | Der Eintrag geht auf einen Doppelstern zurück. |
| 3926         | Com        | Max Wolf                     | 27. Januar 1904           | 12h 57m 30s            | +22° 48′,7                                     | Die Einträge gehen auf Sterne zurück. |
| 3932         | Com        | Max Wolf                     | 27. Januar 1904           | 12h 58m 05s            | +19° 35′,0                                     | Die Einträge gehen auf Sterne zurück. |
| 3933         | Cvn        | Max Wolf                     | 21. März 1903             | 12h 57m 57s            | +36° 38′,7                                     | Die Einträge gehen auf Sterne zurück. |
| 3936         | Com        | Max Wolf                     | 27. Januar 1904           | 12h 58m 20s            | +19° 03′,5                                     | Die Einträge gehen auf Sterne zurück. |
| 3938         | Com        | Max Wolf                     | 27. Januar 1904           | 12h 58m 25s            | +18° 45′,1                                     | Die Einträge gehen auf Sterne zurück. |
| 3939         | Com        | Max Wolf                     | 27. Januar 1904           | 12h 58m 28s            | +18° 45′,1                                     | Die Einträge gehen auf Sterne zurück. |
| 3942         | Cvn        | Max Wolf                     | 21. März 1903             | 12h 58m 20s            | +36° 06′,5                                     | Die Einträge gehen auf Sterne zurück. |
| 3962         | Com        | Max Wolf                     | 27. Januar 1904           | 12h 59m 15s            | +23° 40′,1                                     | Die Einträge gehen auf Sterne zurück. |
| 3964         | Com        | Max Wolf                     | 27. Januar 1904           | 12h 59m 14s            | +27° 51′,0                                     | Die Einträge gehen auf Sterne zurück. |
| 3970         | Cvn        | Max Wolf                     | 21. März 1903             | 12h 59m 11s            | +40° 24′,1                                     | Die Einträge geht auf einen Stern zurück. |
| 3972         | Cvn        | Max Wolf                     | 21. März 1903             | 12h 59m 17s            | +37° 16′,7                                     | Die Einträge geht auf einen Stern zurück. |
| 3977         | Cvn        | Max Wolf                     | 21. März 1903             | 12h 59m 20s            | +36° 47′,9                                     | Die Einträge geht auf einen Stern zurück. |
| 3979         | Cvn        | Max Wolf                     | 21. März 1903             | 12h 59m 21s            | +36° 19′,5                                     | Die Einträge geht auf einen Stern zurück. |
| 3981         | Cvn        | Max Wolf                     | 21. März 1903             | 12h 59m 21s            | +37° 13′,7                                     | Die Einträge geht auf einen Stern zurück. |
| 3982         | Cvn        | Max Wolf                     | 21. März 1903             | 12h 59m 19s            | +40° 04′,8                                     | Der Eintrag geht auf einen Stern zurück. |
| 3983         | Cvn        | Max Wolf                     | 21. März 1903             | 12h 59m 21s            | +39° 14′,8                                     | Der Eintrag geht auf einen Doppelstern zurück. |
| 3984         | Com        | Max Wolf                     | 27. Januar 1904           | 12h 59m 42s            | +19° 37′,6                                     | Die Beobachtung geht vermutlich auf die Überlagerung der Bilder eines Sterns und zweier Galaxien zurück. |
| 4055         | Com        | Max Wolf                     | 27. Januar 1904           | 13h 01m 03s            | +22° 54′,5                                     | Die Beobachtung kann nicht nachvollzogen werden. |
| 4057         | Com        | Max Wolf                     | 27. Januar 1904           | 13h 01m 05s            | +23° 09′,6                                     | Der Eintrag geht auf einen Stern oder einer Galaxiengruppe zurück. |
| 4072         | Cvn        | Max Wolf                     | 21. März 1903             | 13h 01m 26s            | +37° 21′,3                                     | Der Eintrag geht auf einen Stern zurück. |
| 4078         | Cvn        | Max Wolf                     | 21. März 1903             | 13h 01m 36s            | +36° 35′,6                                     | Der Eintrag geht auf einen Doppelstern zurück. |
| 4084         | Cvn        | Max Wolf                     | 21. März 1903             | 13h 01m 41s            | +36° 57′,9                                     | Der Eintrag geht auf einen Doppelstern zurück. |
| 4090         | Cvn        | Max Wolf                     | 21. März 1903             | 13h 01m 46s            | +36° 50′,3                                     | Der Eintrag geht auf einen Stern zurück. |
| 4092         | Com        | Max Wolf                     | 27. Januar 1904           | 13h 02m 14s            | +19° 11′,0                                     | Der Eintrag geht auf einen Stern zurück. |
| 4093         | Com        | Max Wolf                     | 27. Januar 1904           | 13h 02m 04s            | +28° 59′,7                                     | Die Beobachtung kann nicht nachvollzogen werden. |
| 4174         | Cvn        | Max Wolf                     | 21. März 1903             | 13h 05m 28s            | +36° 23′,8                                     | Der Eintrag geht auf einen Stern zurück. |
| 4179         | Cvn        | Max Wolf                     | 21. März 1903             | 13h 05m 46s            | +37° 11′,9                                     | Der Eintrag geht auf einen Stern zurück. |
| 4192         | Cvn        | Max Wolf                     | 21. März 1903             | 13h 06m 09s            | +37° 36′,3                                     | Der Eintrag kann nicht nachvollzogen werden. |
| 4257         | Cvn        | James Edward Keeler          | 10. Mai 1899              | 13h 27m 18s            | +46° 52′,2                                     | Der Eintrag kann nicht nachvollzogen werden. |
| 4308         | Cvn        | Stéphane Javelle             | 17. Juni 1903             | 13h 36m 52s            | +32° 44′,0                                     | Der Eintrag kann nicht nachvollzogen werden. |
| 4335         | Cvn        | Guillaume Bigourdan          | 25. Mai 1895              | 13h 48m 45s            | +33° 40′,4                                     | Der Eintrag geht auf einen Stern zurück. |
| 4339         | Cvn        | Stéphane Javelle             | 19. Juni 1897             | 13h 53m 29s            | +37° 32′,3                                     | Der Eintrag geht auf einen Stern zurück. |
| 4353         | Cvn        | Guillaume Bigourdan          | 1. Juni 1897              | 13h 57m 04s            | +37° 43′,8                                     | Der Eintrag kann nicht nachvollzogen werden. |
| 4394         | Boo        | Guillaume Bigourdan          | 24. April 1900            | 14h 16m 31s            | +39° 41′,9                                     | Der Eintrag kann nicht nachvollzogen werden. |
| 4404         | Umi        | Guillaume Bigourdan          | 22. August 1884           | 14h 10m 51s            | +78° 37′,7                                     | Der Eintrag geht auf einen Stern zurück. |
| 4407         | Vir        | William Finlay               | 20. September 1883        | 14h 21m 21s            | -05° 59′,6                                     | Der Eintrag kann nicht nachvollzogen werden. Vielleicht handelt es sich um das Objekt NGC 5324. |
| 4411         | Cen        | DeLisle Stewart              | 1899                      | 14h 25m 01s            | -35° 01′,2                                     | Der Eintrag kann nicht nachvollzogen werden. |
| 4432         | Cen        | DeLisle Stewart              | 1899                      | 14h 27m 49s            | -39° 31′,7                                     | Der Eintrag kann nicht nachvollzogen werden. |
| 4437         | Boo        | Edward Emerson Barnard       | 1890?                     | 14h 27m 26s            | +41° 29′,2                                     | Der Eintrag kann nicht nachvollzogen werden. |
| 4491         | Lib        | DeLisle Stewart              | Juli 1899                 | 14h 44m 28s            | −13° 43′,7                                     | Der Eintrag kann nicht nachvollzogen werden. Eventuell bezieht sich die Beobachtung auf die Galaxie IC 1055. |
| 4510         | Lib        | DeLisle Stewart              | 1899                      | 14h 50m 41s            | −20° 43′,9                                     | Der Eintrag geht vermutlich auf einen Defekt auf einer Fotoplatte zurück. |
| 4511         | Cen        | Royal Harwood Frost          | 15. Mai 1904              | 14h 52m 05s            | −40° 29′,8                                     | Der Eintrag geht vermutlich auf einen Defekt auf einer Fotoplatte zurück. |
| 4513         | Lib        | DeLisle Stewart              | 1899                      | 14h 52m 17s            | −20° 43′,8                                     | Der Eintrag geht vermutlich auf einen Defekt auf einer Fotoplatte zurück. |
| 4540         | Ser        | Lewis Swift                  | 21. Juni 1897             | 15h 20m 03s            | +01° 47′,2                                     | Der Eintrag kann nicht nachvollzogen werden. |
| 4552         | Ser        | Lewis Swift                  | 21. Juni 1897             | 15h 34m 58s            | +04° 42′,0                                     | Der Eintrag kann nicht nachvollzogen werden. |
| 4589         | Oph        | Guillaume Bigourdan          | 19. Juni 1890             | 16h 07m 25s            | −06° 23′,1                                     | Der Eintrag geht auf einen Stern zurück. |
| 4600         | Sco        | DeLisle Stewart              | 7. Juli 1899              | 16h 18m 09s            | −22° 47′,1                                     | Der Eintrag kann nicht nachvollzogen werden. |
| 4613         | Her        | Guillaume Bigourdan          | 28. Juni 1895             | 16h 37m 10s            | +36° 07′,50                                    | Der Eintrag kann nicht nachvollzogen werden. |
| 4622         | Oph        | DeLisle Stewart              | Juli 1899                 | 16h 52m 08s            | −16° 14′,2                                     | Der Eintrag kann nicht nachvollzogen werden. |
| 4629         | Oph        | DeLisle Stewart              | Juli 1899                 | 16h 56m 10s            | −16° 42′,6                                     | Der Eintrag kann nicht nachvollzogen werden. |
| 4631         | Aps        | DeLisle Stewart              | 17. August 1900           | 17h 11m 00s            | −77° 36′,2                                     | Der Eintrag kann nicht nachvollzogen werden. |
| 4632         | Her        | Guillaume Bigourdan          | 24. August 1891           | 16h 58m 32s            | +22° 54′,56                                    | Der Eintrag kann nicht nachvollzogen werden. |
| 4657         | Oph        | Edward Emerson Barnard       | ?                         | 17h 32m 43s            | −17° 31′,5                                     | Der Eintrag kann nicht nachvollzogen werden. |
| 4658         | Ara        | Royal Harwood Frost          | 20. Juli 1903             | 17h 36m 11s            | −59° 35′,1                                     | Der Eintrag kann nicht nachvollzogen werden, möglicherweise handelt es sich um das Objekt PGC 60594. |
| 4659         | Oph        | Edward Emerson Barnard       | ?                         | 17h 34m 12s            | −17° 55′,7                                     | Der Eintrag kann nicht nachvollzogen werden. |
| 4667         | Dra        | Guillaume Bigourdan          | 13. Oktober 1890          | 17h 46m 19s            | +55° 52′,5                                     | Der Eintrag kann nicht nachvollzogen werden. |
| 4671         | Ser        | DeLisle Stewart              | 1899                      | 17h 55m 08s            | −10° 17′,1                                     | Der Eintrag kann nicht nachvollzogen werden. |
| 4675         | Oph        | Guillaume Bigourdan          | 5. August 1891            | 18h 03m 11s            | −09° 15′,6                                     | Der Eintrag kann nicht nachvollzogen werden. |
| 4681         | Sgr        | Edward Emerson Barnard       | August 1905               | 18h 08m 17s            | −23° 24′,2                                     | Der Eintrag kann nicht nachvollzogen werden. |
| 4863         | Sgr        | Lewis Swift                  | 6. Juli 1897              | 19h 28m 39s            | −36° 11′,9                                     | Der Eintrag kann nicht nachvollzogen werden. |
| 4898         | Sgr        | Lewis Swift                  | 16. August 1897           | 19h 47m 47s            | −33° 19′,3                                     | Der Eintrag kann nicht nachvollzogen werden. |
| 4922         | Sgr        | DeLisle Stewart              | Juli 1899                 | 19h 59m 29s            | −40° 21′,6                                     | Der Eintrag geht vermutlich auf einen Defekt auf einer Fotoplatte zurück. |
| 4924         | Sgr        | DeLisle Stewart              | Juli 1899                 | 19h 59m 51s            | −41° 43′,8                                     | Der Eintrag geht vermutlich auf einen Defekt auf einer Fotoplatte zurück. |
| 4930         | Tel        | DeLisle Stewart              | 1899                      | 20h 02m 26s            | −54° 18′,31                                    | Der Eintrag kann nicht nachvollzogen werden. |
| 4940         | Sgr        | DeLisle Stewart              | Juli 1899                 | 20h 50m 44s            | −44° 42′,0                                     | Der Eintrag geht vermutlich auf einen Defekt auf einer Fotoplatte zurück. |
| 4959         | Tel        | DeLisle Stewart              | 1899                      | 20h 10m 57s            | −53° 05′,4                                     | Der Eintrag kann nicht nachvollzogen werden. |
| 4966         | Tel        | DeLisle Stewart              | 1899                      | 20h 12m 26s            | −53° 37′,2                                     | Der Eintrag kann nicht nachvollzogen werden. |
| 4977         | Cap        | Guillaume Bigourdan          | 21. Juni 1891             | 20h 11m 53s            | −21° 38′,2                                     | Der Eintrag kann nicht nachvollzogen werden. |
| 4988         | Pav        | DeLisle Stewart              | 24. September 1900        | 20h 21m 46s            | −69° 23′,3                                     | Der Eintrag kann nicht nachvollzogen werden. |
| 4991         | Sgr        | Lewis Swift                  | 23. September 1897        | 20h 17m 45s            | -41° 34′,9                                     | Die Beobachtung ist nicht nachvollziehbar. In einigen Katalogen wird die Beobachtung dem Objekt (PGC 64450) zugeordnet. |
| 5006         | Aql        | Hermann Kobold               | 23. September 1895        | 20h 23m 47s            | +06° 26′,8                                     | Der Eintrag geht auf einen Doppelstern zurück. |
| 5010         | Pav        | DeLisle Stewart              | 24. September 1900        | 20h 30m 57s            | -65° 55′,4                                     | Die Beobachtung ist nicht nachvollziehbar. In einigen Katalogen wird die Beobachtung dem Objekt PGC 64836 zugeordnet. |
| 5015         | Mic        | Lewis Swift                  | 18. August 1897           | 20h 28m 35s            | -31° 42′,1                                     | Die Beobachtung ist nicht nachvollziehbar. In einigen Katalogen wird die Beobachtung dem Objekt NGC 6925 (PGC 64980) zugeordnet. |
| 5018         | Sgr        | Lewis Swift                  | 11. September 1897        | 20h 30m 32s            | -38° 12′,8                                     | Die Beobachtung ist nicht nachvollziehbar. In einigen Katalogen wird die Beobachtung dem Objekt IC 4998 zugeordnet. |
| 5019         | Mic        | Lewis Swift                  | 16. September 1897        | 20h 30m 52s            | -36° 19′,1                                     | Die Beobachtung ist nicht nachvollziehbar. In einigen Katalogen wird die Beobachtung dem Objekt PGC 64850 zugeordnet. |
| 5056         | Mic        | DeLisle Stewart              | 1899                      | 20h 49m 00s            | -39° 10′,9                                     | Die Beobachtung ist nicht nachvollziehbar. |
| 5079         | Ind        | Robert Innes                 | 22. August 1900           | 21h 05m 30s            | -56° 14′,9                                     | Die Beobachtung ist nicht nachvollziehbar. |
| 5097         | Equ        | Guillaume Bigourdan          | 5. September 1891         | 22h 14m 58s            | +04° 29′,0                                     | Der Eintrag geht auf einen Asterismus bestehend aus 4 Sternen zurück. |
| 5098         | Equ        | Guillaume Bigourdan          | 5. September 1891         | 22h 15m 01s            | +04° 29′,6                                     | Der Eintrag geht auf einen Stern zurück. |
| 5112         | Peg        | Guillaume Bigourdan          | 27. Oktober 1894          | 21h 29m 30s            | +06° 46′,9                                     | Die Beobachtung ist nicht nachvollziehbar. |
| 5113         | Peg        | Guillaume Bigourdan          | 31. Juli 1886             | 21h 29m 40s            | +06° 48′,7                                     | Die Beobachtung ist nicht nachvollziehbar. |
| 5136         | PsA        | Lewis Swift                  | 15. September 1897        | 21h 48m 50s            | -33° 39′,1                                     | Die Beobachtung ist nicht nachvollziehbar. In einigen Katalogen wird die Beobachtung dem Objekt NGC 7135 zugeordnet. |
| 5137         | Ind        | DeLisle Stewart              | 22. August 1900           | 21h 51m 37s            | -65° 35′,0                                     | Die Beobachtung ist nicht nachvollziehbar. |
| 5153         | Peg        | Guillaume Bigourdan          | 30. September 1891        | 22h 00m 23s            | +17° 02′,7                                     | Der Eintrag geht auf einen Stern zurück. |
| 5155         | Aqr        | Guillaume Bigourdan          | 21. September 1892        | 22h 02m 06s            | +00° 29′,3                                     | Der Eintrag geht auf einen Doppelstern zurück. |
| 5159         | Aqr        | Guillaume Bigourdan          | 2. Oktober 1891           | 22h 02m 40s            | +00° 19′,1                                     | Der Eintrag geht auf einen Stern zurück. |
| 5163         | Peg        | Guillaume Bigourdan          | 17. September 1884        | 22h 05m 47s            | +27° 05′,1                                     | Der Eintrag geht auf einen Doppelstern zurück. |
| 5164         | Peg        | Guillaume Bigourdan          | 16. Oktober 1898          | 22h 05m 50s            | +27° 02′,5                                     | Der Eintrag geht auf einen Stern zurück. |
| 5166         | Peg        | Guillaume Bigourdan          | 14. September 1884        | 22h 05m 58s            | +27° 02′,9                                     | Der Eintrag geht auf einen Stern zurück. |
| 5167         | Aqr        | Guillaume Bigourdan          | 7. Oktober 1891           | 22h 07m 32s            | -08° 07′,3                                     | Der Eintrag geht auf einen Stern zurück. |
| 5194         | Aqr        | Guillaume Bigourdan          | 27. Oktober 1898          | 22h 17m 08s            | -15° 56′,8                                     | Die Beobachtung ist nicht nachvollziehbar. |
| 5204         | Aqr        | Lewis Swift                  | 8. August 1896            | 22h 20m 42s            | -14° 24′,0                                     | Die Beobachtung ist nicht nachvollziehbar. |
| 5216         | Aqr        | Stéphane Javelle             | 9. Juni 1896              | 22h 24m 45s            | -18° 05′,3                                     | Die Beobachtung ist nicht nachvollziehbar. |
| 5239         | Gru        | Lewis Swift                  | 7. Juli 1897              | 22h 40m 45s            | -38° 02′,6                                     | Die Beobachtung ist nicht nachvollziehbar. In einigen Katalogen wird die Beobachtung dem Objekt PGC 69471 zugeordnet. |
| 5248         | Aqr        | Guillaume Bigourdan          | 6. Dezember 1888          | 22h 44m 43s            | -00° 20′,3                                     | Die Beobachtung ist nicht nachvollziehbar. |
| 5255         | Lac        | Edward Emerson Barnard       | ?                         | 22h 45m 46s            | +36° 13′,6                                     | Die Einträge sind nicht nachvollziehbar. (IC 5257 = PGC 70003 ?) |
| 5259         | Lac        | Edward Emerson Barnard       | ?                         | 22h 52m 46s            | +36° 42′,7                                     | Die Einträge sind nicht nachvollziehbar. (IC 5257 = PGC 70003 ?) |
| 5268         | Lac        | Edward Emerson Barnard       | ?                         | 22h 56m 13s            | +36° 35′,8                                     | Die Einträge sind nicht nachvollziehbar. (IC 5257 = PGC 70003 ?) |
| 5340         | Aqr        | Guillaume Bigourdan          | 2. Dezember 1894          | 23h 38m 32s            | -04° 51′,3                                     | Die Beobachtung ist nicht nachvollziehbar. |
| 5344         | Aqr        | Guillaume Bigourdan          | 2. Dezember 1894          | 23h 39m 32s            | -04° 58′,0                                     | Die Beobachtung ist nicht nachvollziehbar. |
| 5360         | Scl        | Lewis Swift                  | 25. September 1897        | 23h 47m 54s            | -37° 03′,5                                     | Die Beobachtung ist nicht nachvollziehbar. |
| 5365         | Scl        | Lewis Swift                  | 25. September 1897        | 23h 57m 35s            | -37° 10′,5                                     | Die Beobachtung ist nicht nachvollziehbar. |
| 5366         | Cas        | Edward Emerson Barnard       | 1890–1899?                | 23h 57m 40s            | +52° 47′,5                                     | Die Beobachtung ist nicht nachvollziehbar. Er vermutete bei der Position, dass es sich um einen Emissionsnebel handelt, dieser jedoch nicht bestätigt werden konnte. |
| 5383         | Peg        | Stéphane Javelle             | 10. November 1903         | 00h 03m 49s            | +16° 00′,8                                     | Der Eintrag geht vermutlich auf einen Defekt auf einer Fotoplatte zurück. |
| 5385         | Psc        | Herbert Howe                 | 27. Dezember 1894         | 00h 06m 24s            | -00° 04′,6                                     | Die Beobachtung ist nicht nachvollziehbar. |